# Parti républicain (États-Unis)
Pour les articles homonymes, voir GOP et Parti républicain.
Le Parti républicain (en anglais Republican Party, également surnommé Grand Old Party [en français : « Grand Vieux Parti »] et abrégé en GOP) est l'un des deux principaux partis politiques américains contemporains. Il est fondé le 28 février 1854 par des dissidents nordistes du Parti whig et du Parti démocrate, opposés à la loi Kansas-Nebraska et à l'expansion de l'esclavage mais aussi aux revendications souverainistes de plusieurs États du Sud. Élu en 1860, Abraham Lincoln a été le premier président républicain.
Supplantant le Parti whig moribond, le GOP devint le principal parti politique des États-Unis, en alternant au pouvoir avec le Parti démocrate. Depuis sa fondation, le GOP est le parti qui a le plus exercé le pouvoir exécutif aux États-Unis, y compris sur une durée continue (1861-1885).
Parti originellement attaché au libéralisme classique jusqu'à lutter contre l'esclavage avec Abraham Lincoln, l'idéologie du Parti républicain du XXIe siècle est le conservatisme : fiscal et social. Sans exhaustivité, le GOP soutient le capitalisme, le libre marché, les baisses d'impôts, les restrictions à l'immigration, les restrictions à l'avortement, la déréglementation, un système de santé individualisé, une forme de méritocratie par opposition aux politiques de discrimination positive et de quotas raciaux, les dépenses militaires et le port d'armes.
Longtemps considéré comme le parti des entrepreneurs et des grandes entreprises (réalignement de 1896), le GOP a commencé à évoluer vers une base électorale plus ouvrière à partir des années 1960, quand le parti a effectué une percée dans les États dixiecrat après l'adoption de la loi sur les droits civiques de 1964 et de la loi sur le droit de vote de 1965. Les catégories sociologiques dans lequel l'électorat du Parti républicain du XXIe siècle est majoritaire sont les blancs, les hommes, les femmes blanches, les couples mariés, les chrétiens évangéliques, les résidents des zones rurales, les personnes appartenant à la génération silencieuse et à celle du baby-boom, les personnes à hauts revenus et les personnes sans diplôme universitaire,,. 
Dans le référentiel bipartite classique de l’échiquier politique américain, le Parti républicain est historiquement classé au centre droit, mais il a entamé un virage vers la droite à partir de 1912, accentué dans les années 1980 (révolution conservatrice sous Ronald Reagan, révolution républicaine de 1994). Donald Trump, qui débute ses fonctions de président des États-Unis le 20 janvier 2017, est le 20e et plus récent président issu du parti à ce jour[Quand ?]. Sous les mandats de celui-ci, le parti adopte un positionnement plus isolationniste en matière de politique extérieure, ainsi qu'une forte proximité idéologique à l'égard de l'extrême droite.
Au 5 février 2025, le Parti républicain détient 53 sièges sur 100 au Sénat américain, 220 sièges sur 435 à la Chambre des représentants, une majorité des gouvernorats des États (27 sur 50), une majorité des chambres basses des États (28 législatures sur 49) et une majorité des chambres hautes (29 sur 50). Il est le parti dominant à la fois le gouvernorat et les deux chambres législatives dans 22 États fédérés sur 50. Six des neuf juges de la Cour suprême des États-Unis ont été nommés par des présidents républicains (George H. W. Bush, George W. Bush et Donald Trump).

## Histoire

### Fondation
Le Parti républicain est fondé en 1854 à Pittsburgh pour s'opposer à la loi Kansas-Nebraska, autorisant la pratique de l'esclavage au Kansas. Les activistes républicains y voient la preuve du pouvoir des propriétaires d'esclaves, conspirant pour s'emparer du pouvoir fédéral et étendre l'esclavage à tout le pays. Il s'agit pour ses fondateurs de proclamer les vertus républicaines comme l'opposition à l'aristocratie et à la corruption. Le programme du Parti républicain propose alors une vision progressiste et libérale d'une société industrielle et éduquée, fondée sur la liberté individuelle, la promotion sociale par l'effort et le mérite, une société où la loi du marché l'emporte sur toutes les formes d'asservissement économiques comme l'esclavage,.
Les premiers partisans du Parti républicain sont alors les whigs (libéraux) et les démocrates de Nouvelle-Angleterre et de la région des Grands Lacs comme les gouverneurs ou candidats au poste de gouverneurs comme Nathaniel Prentice Banks (Massachusetts), Hannibal Hamlin (Maine), Kinsley Bingham (Michigan), la majorité des membres du Parti du sol libre opposé à l'esclavage se rallièrent à ce nouveau parti.
C'est à Ripon, le 20 mars 1854, qu'eut lieu la première convention du Parti républicain. Le 6 juillet, à Jackson, les délégués républicains proclamèrent que le nouveau parti était opposé à l’extension de l’esclavage dans les nouveaux territoires et commencèrent à sélectionner des candidats pour les élections au Congrès. Le parti s’organisa rapidement dans tout le pays à l’exception du Sud esclavagiste où il ne comptait quasiment aucun partisan.

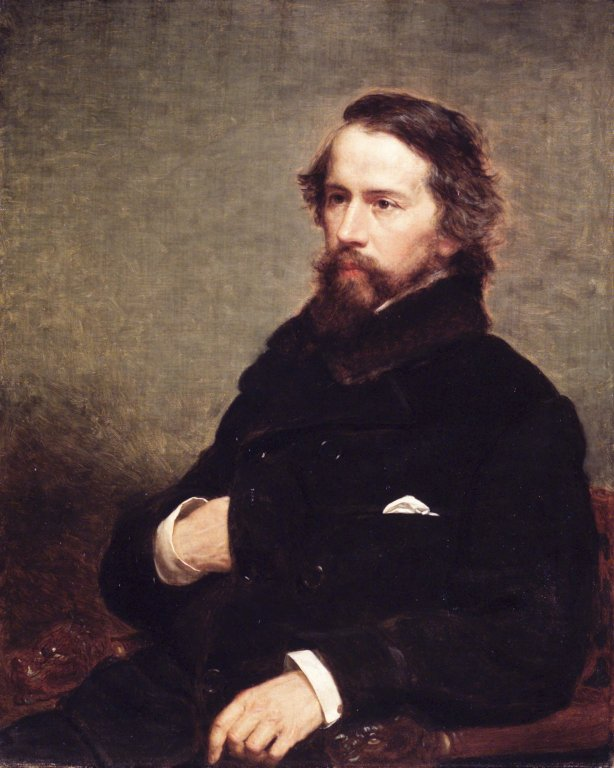
John Frémont, le premier candidat républicain à une élection présidentielle en 1856.

Son moralisme et son puritanisme lui acquièrent rapidement le soutien des Yankees de Nouvelle-Angleterre, de New York et du Midwest, et plus précisément des presbytériens, des méthodistes, des quakers et des luthériens d’origine scandinave. A contrario, il échoue à emporter l’adhésion des catholiques, des épiscopaliens et des luthériens d’origine germanique.
En 1856, son premier candidat à l’élection présidentielle est John Frémont sur un programme proposant « une terre libre, la liberté du travail, la liberté d’expression et des hommes libres ». Frémont est battu avec 33 % des voix par le démocrate James Buchanan (45 %), tandis que les restes du vieux Parti whig, regroupés derrière le parti Know Nothing, s’effondrent avec seulement 22 % des voix pour son candidat, l’ancien président Millard Fillmore. Néanmoins, le Parti républicain remporte un incontestable succès immédiat puisqu’il s’impose en Nouvelle-Angleterre, à New York et dans les États de la région des grands lacs. Frémont n’obtient cependant presque aucun suffrage dans le sud et échoue face à un candidat démocrate soutenu par un parti rassemblé, unissant les ségrégationnistes du sud et les démocrates « conciliants » du Nord.

### Élection d’Abraham Lincoln et guerre de Sécession

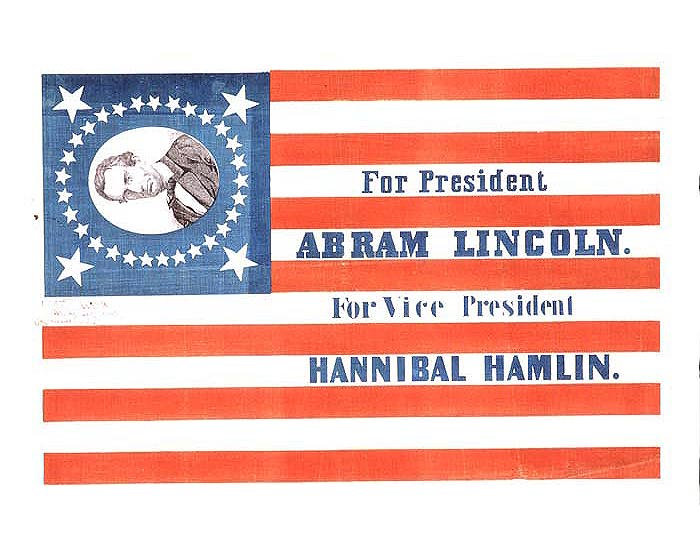
Affiche de la campagne républicaine de 1860 (en français : « Abraham Lincoln pour président, Hannibal Hamlin pour vice-président »).

En 1860, le candidat du Parti républicain est Abraham Lincoln de l’Illinois. Le contexte de l'élection présidentielle est alors très différent de celui de 1856. L’unité démocrate a implosé et le parti présente deux candidats. L’un est un sudiste esclavagiste, le vice-président des États Unis John Cabell Breckinridge, et l’autre un nordiste modéré, Stephen A. Douglas. C’est la chance du candidat républicain. Au soir des élections, Abraham Lincoln est en tête des candidats et par conséquent est élu président avec 39 % des voix alors que les démocrates divisés totalisaient ensemble 48 % des suffrages.

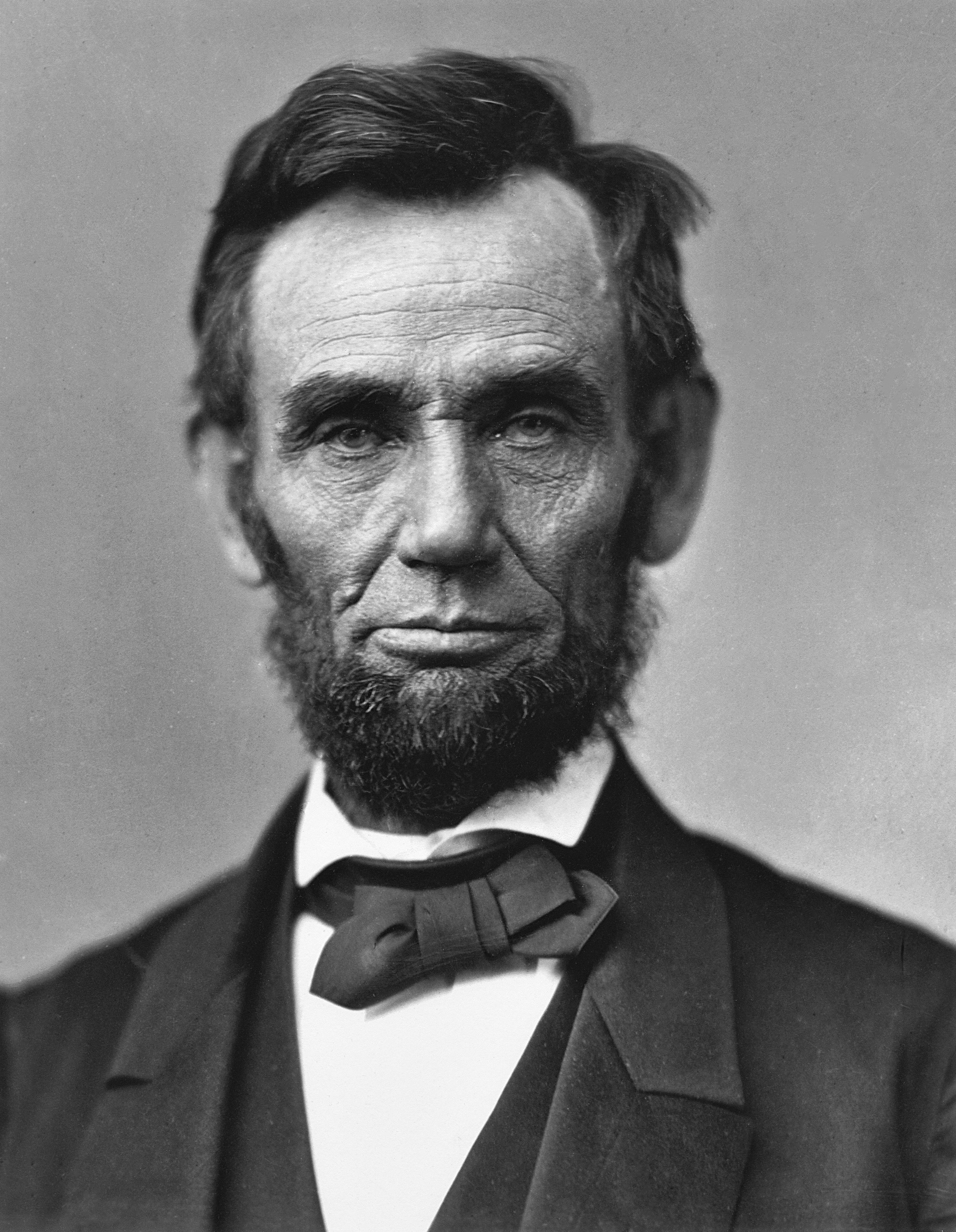
Abraham Lincoln, premier président des États-Unis émanant du Parti républicain.

L'arrivée au pouvoir d'un républicain « yankee » (nordiste) soutenu par les abolitionnistes déclenche le processus qui mène à la guerre de Sécession.
Lincoln parvint brillamment à rassembler les courants de son parti autour de lui et à faire front pour défendre l'intégrité de l'Union. Il reçut également dans un premier temps le soutien des démocrates du nord, appelés alors démocrates de guerre tandis que les républicains-radicaux envisageaient déjà de sanctionner durement les sudistes à la fin de la guerre.
Quand Lincoln proclama que le but de guerre serait l'abolition de l'esclavage, une partie des démocrates le lâchèrent pour devenir des « démocrates de paix » alors que les partis républicains de chaque État de l'Union se rangeaient à la cause abolitionniste, à l'exception des républicains du Kentucky.
En 1862, alors que le pays est en pleine guerre civile, les républicains alliés aux démocrates de guerre remportèrent les élections de mi-mandat. Lincoln est à son tour réélu en 1864 mais est assassiné en avril 1865 par un partisan sudiste alors que la guerre vient de prendre fin avec la victoire des armées de l'Union.

### Domination républicaine
Après la victoire des armées du Nord en 1865, les républicains vont dominer la vie politique nationale jusqu'en 1932. 47 des 67 années de cette période se déroulent sous le mandat d'un président issu du Parti républicain. 
Ils imposent la reconstruction au Sud et privent brièvement de droit de vote les États sécessionnistes.
En 1864, le Congrès passe sous la domination des républicains-radicaux, résolus à se venger lourdement contre les États confédérés pour avoir brisé l’unité de l’Union et à leur imposer de très dures sanctions économiques.
Lincoln était méfiant envers les républicains-radicaux mais en choisissant Andrew Johnson comme vice-président, un sudiste-unioniste, il espérait freiner les appels à la vengeance.
Quand Johnson succède à Lincoln après l’assassinat de ce dernier, il rompt ses liens avec les radicaux et constitue une alliance des républicains et démocrates modérés afin de restituer aux sudistes leurs droits politiques. Cependant, lors des élections de 1866, les Radicaux remportent de nouveau la majorité des sièges au Congrès et imposent leur vision politique de la Reconstruction du Sud. Profitant de leur domination, ils tentent de destituer le président Johnson par la procédure d’impeachment mais échouent à une voix près.

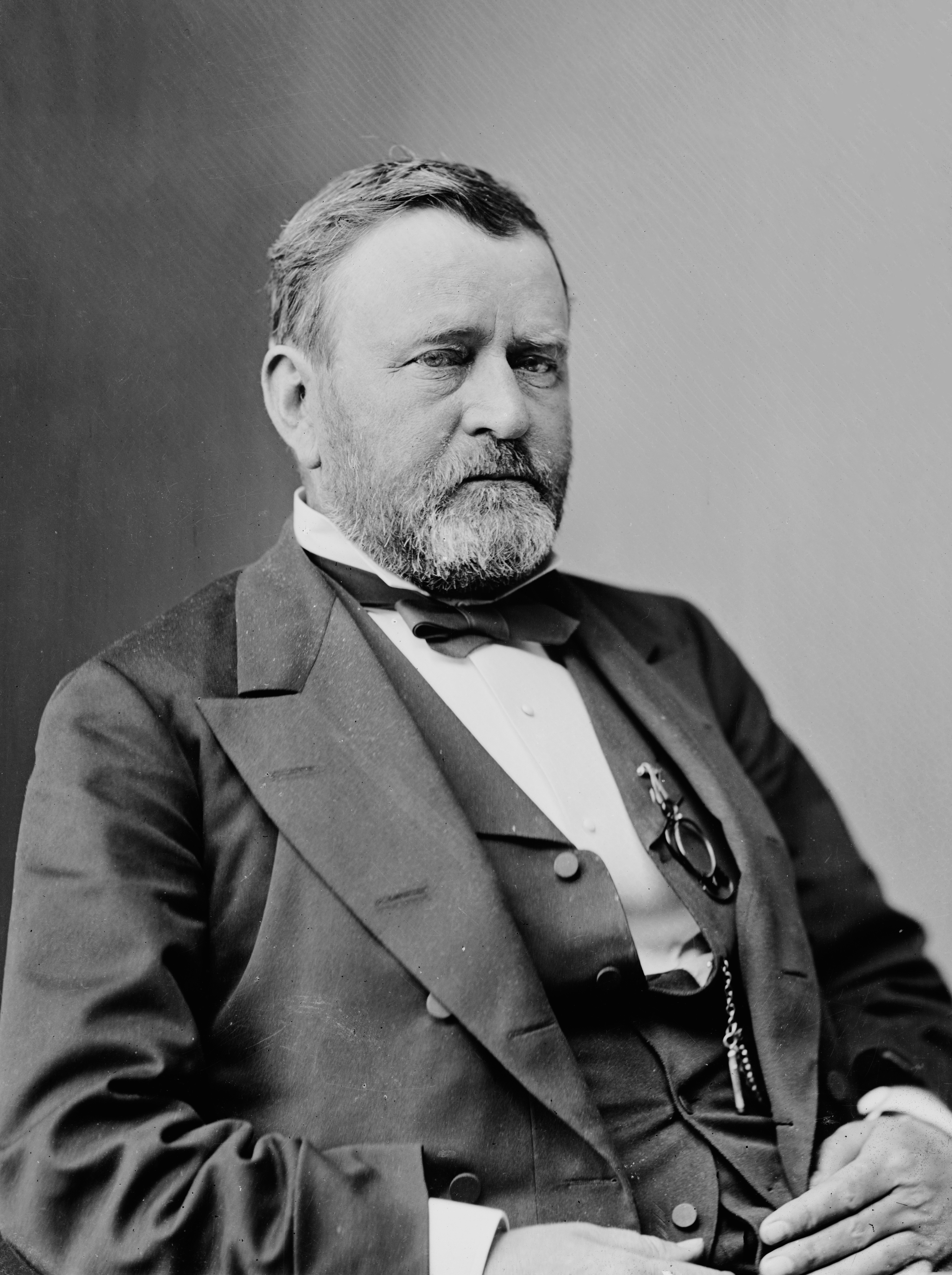
Le président Ulysses S. Grant.

En 1868, Johnson est contraint de renoncer à solliciter un nouveau mandat et laisse la présidence à un républicain-radical, le général Ulysses S. Grant, chef victorieux de l’armée de l'Union. Les radicaux sont alors à leur zénith politique, contrôlant la Maison-Blanche, le Congrès, le Parti républicain et l’armée. Ils visent alors à construire un bastion républicain dans le sud des États-Unis, basé sur le vote des anciens esclaves devenus des hommes libres, des scalawags (natifs du Sud collaborant avec le nouveau pouvoir), des soldats de l'Union cantonnés dans le Sud, et des Carpetbaggers (immigrés économiques venant du Nord pour faire fortune dans le sud, voyageant avec un sac de voyage en toile à tapis). Dans ce but, les républicains du Sud s’organisent sous forme de ligues unionistes afin de mobiliser les électeurs et de combattre les anciens sécessionnistes dont certains s’organisent sous la bannière du Ku Klux Klan. Les premiers membres afro-américains du Congrès des États-Unis ont été élus sous l'étiquette Républicaine en novembre 1868. Il a fallu attendre 1934 pour que le Parti démocrate ait ses premiers candidats noirs.
Le président Grant soutint activement la politique des radicaux dans le Sud et la mise en place du 14e amendement sur le droit de vote et les droits civiques des hommes libres. Le vote de ces nouveaux électeurs (noirs, soldats de l'Union, Carpetbaggers) et la privation des droits civiques des anciens officiers et sous-officiers de l’armée confédérée et des partisans connus de la sécession permet la victoire de gouverneurs républicains.
Dès 1872 cependant, le Parti républicain connaît des dissensions internes alors que Grant est facilement réélu président contre Horace Greeley, un républicain dissident, soutenu par les libéraux du Parti républicain, menés par Carl Schurz, et les démocrates. Le Parti républicain, omnipotent qu’il est, est alors gangrené par la corruption alors qu’une opposition libérale interne s’active et demande la réconciliation avec les États du Sud, en commençant par mettre fin à la vengeance politique, en rappelant les soldats yankees dans leurs foyers et en rendant leurs droits civiques aux anciens confédérés.
En 1873, le pays connaît des problèmes économiques ce qui permet au Parti démocrate de réémerger politiquement et de gagner la Chambre des représentants, mettant fin à la domination des radicaux. Dans le Sud, des coalitions anti-républicaines (qui deviendront les « Dixiecrats ») parviennent progressivement à récupérer le contrôle des États, à mettre en fuite les Carpetbaggers, parfois avec violence, tout en réglant leurs comptes aux scalawags et en « dissuadant », par la peur, les anciens esclaves de profiter de leurs droits civiques.

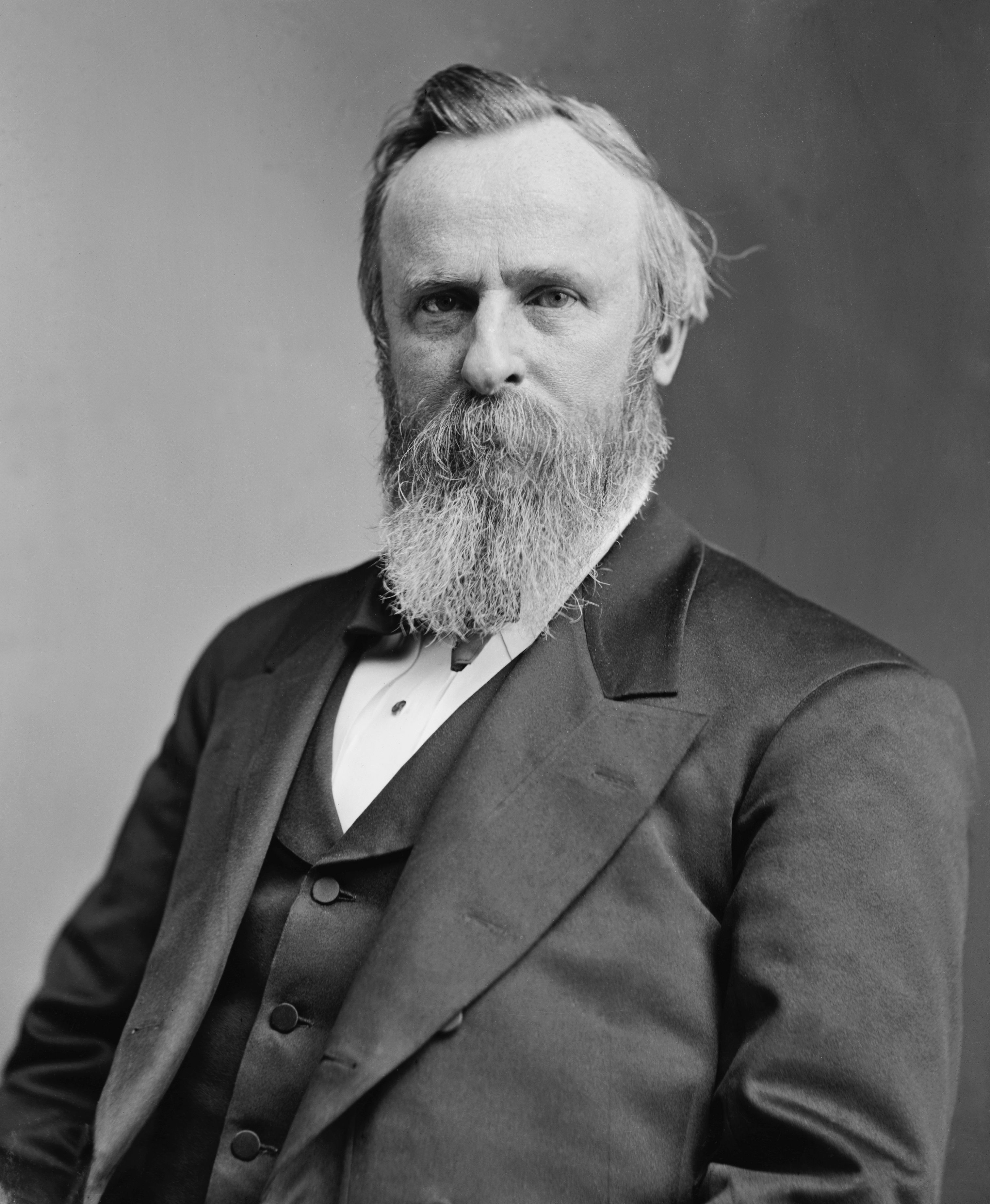
Le président Rutherford B. Hayes.

En 1876, l’élection présidentielle met un terme définitif à la politique de Reconstruction. L'élection ayant été marquée dans certains États du Sud par la fraude et les intimidations en faveur des républicains, c’est une commission électorale bi-partisane qui proclame finalement vainqueur le candidat républicain Rutherford B. Hayes, minoritaire en voix, après que celui-ci eut promis de rapatrier au nord toutes les troupes fédérales et de rendre leur souveraineté aux trois derniers États sudistes encore sous contrôle fédéral. Ce faisant, démontrant l’échec de la politique des radicaux dans le Sud, Hayes donne aux démocrates un contrôle absolu sur cette région jusqu’en 1964, caractérisé également par l’abandon politique des anciens esclaves et la quasi-disparition du Parti républicain sur le territoire des anciens États confédérés.
En 1874, un dessin politique de Thomas Nast représentant le parti en éléphant fut repris pour symboliser le parti.
De 1877 à 1932, malgré son échec dans le Sud, le Parti républicain reste le parti dominant de la vie politique américaine. Il bénéficie de l’assimilation populaire des démocrates à la rébellion (guerre de Sécession), à la minorité catholique (les Irlandais catholiques dominent alors le Parti démocrate et dirigent de nombreuses grandes villes) et aux débits de boisson (les intérêts des débiteurs de boissons alcoolisées sont réputés proches des démocrates et non des puritains associés aux républicains).
Divisée entre une aile progressiste et une aile conservatrice, la ligne politique générale du Parti républicain est modérée tantôt libérale tantôt conservatrice, tantôt isolationniste, tantôt internationaliste. La croissance économique est son credo. Il se fait le défenseur de l’économie capitaliste, de l’industrialisation du pays et du développement de ses moyens de transport.
En 1884, il perd la présidence pour la première fois en 24 ans. Son candidat, James Blaine, perçu comme corrompu est battu par le démocrate Grover Cleveland.
En 1890, bien que proches des grands conglomérats et des grandes industries, le Parti républicain est l'initiateur des premières lois antitrust (Sherman Anti-Trust Act, Interstate Commerce Commission) afin de protéger les petits commerces et les agriculteurs.

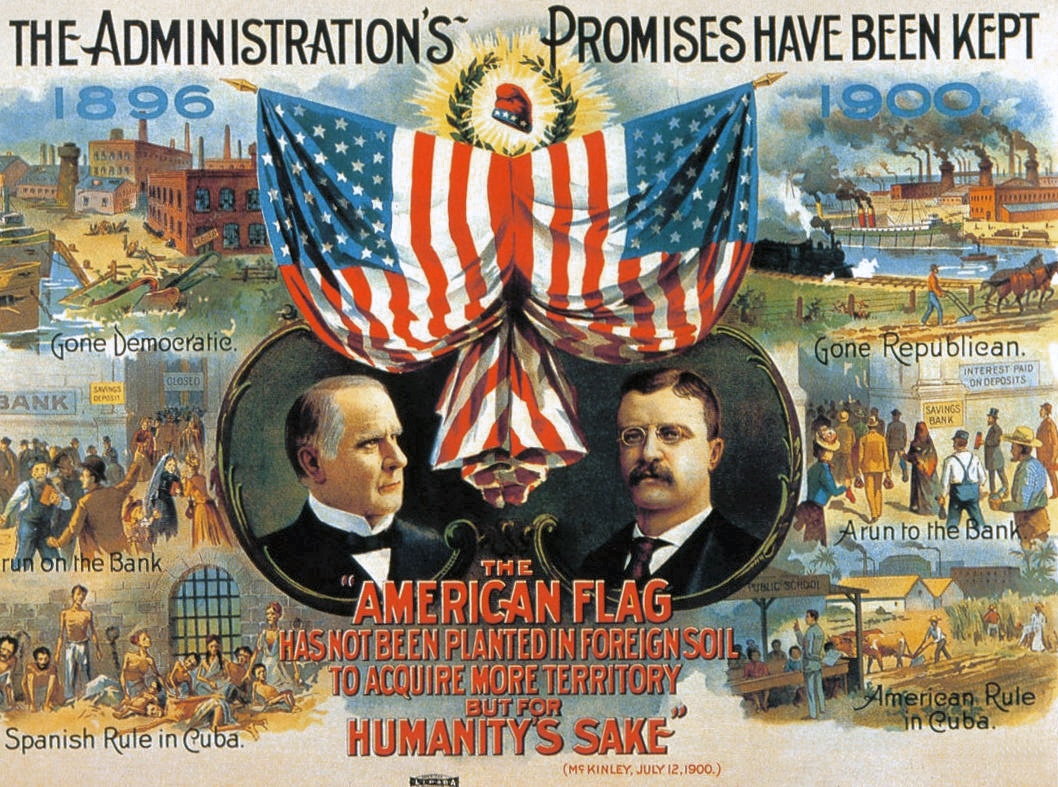
Affiche de la campagne électorale républicaine de 1900 en faveur de William McKinley et Theodore Roosevelt.

À partir de 1896 et de l'élection de William McKinley, les républicains s'imposent pour de nombreuses années à la Maison-Blanche et au Congrès, en consolidant l'adhésion de la classe moyenne et des industriels. Le Parti républicain est alors tout à la fois progressiste, capitaliste et puritain. C’est le parti du business. Son emprise est aussi locale où des candidats issus de ses rangs dirigent de nombreuses grandes villes du nord (Détroit avec Hazen Pingree, New York avec Seth Low, Toledo avec Rule Jones…).
Au début du XXe siècle, le mouvement populiste, opposé à la politique économique des Républicains jugées défavorables aux États de l'Ouest, est absorbé par les démocrates. Au contraire, le mouvement progressiste, puissant au début du XXe siècle, qui réclame une moralisation de la vie publique et une meilleure prise en compte des aspirations de la population, inspire certains dirigeants républicains, comme le président Theodore Roosevelt. Dès son arrivée à la présidence en 1901, après l’assassinat de McKinley, il s'oppose aux grandes entreprises, aux trusts et réclame un pouvoir fédéral fort, capable de réglementer l’activité économique. Il proclame également que la prospérité doit être partagée et doit concerner toutes les races et toutes les religions.
En 1908, les premières élections des sénateurs au suffrage direct donnent une large majorité aux républicains (60 républicains contre 40 démocrates).

Résultats de l'élection présidentielle de 1912 : en vert les États remportés par Theodore Roosevelt, en rouge les États emportés par William Howard Taft et en bleu ceux remportés par le démocrate Woodrow Wilson.

En 1910, les républicains perdent le contrôle de la Chambre des représentants tandis qu’ils se divisent entre progressistes rooseveltiens et conservateurs. En 1912, Roosevelt rompt avec les républicains et se présente comme candidat progressiste contre le président sortant, le républicain William Howard Taft. La division républicaine amène logiquement à un éparpillement des voix (35 % pour Roosevelt, 23 % pour Taft) et conduit le candidat démocrate, Woodrow Wilson (41 % des voix), à la Maison-Blanche et les démocrates à devenir majoritaire au Sénat.
Le Parti républicain reprend la Maison-Blanche et le Congrès dès le début des années 1920 sur un programme économiquement et politiquement isolationniste et anti-SDN. Warren G. Harding, Calvin Coolidge et Herbert Hoover, tous trois républicains, se succèdent à la Maison-Blanche alors que les États-Unis connaissent une vague de prospérité économique sans précédent. En 1924, la première femme juive à siéger au Congrès est la républicaine Florence Prag Kahn.

### Chute de la maison républicaine

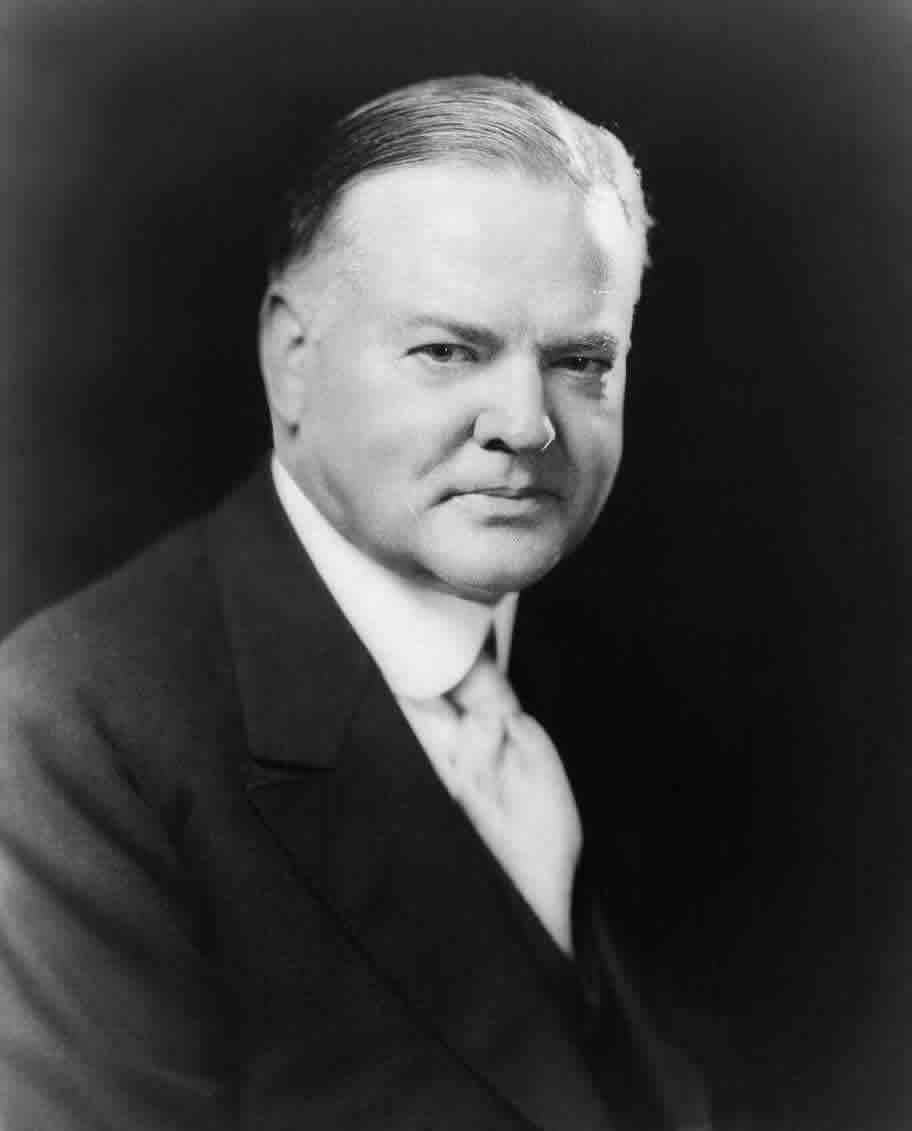
Le président Herbert Hoover.

Le krach de 1929 plonge le pays dans la Grande Dépression et les politiques républicaines non interventionnistes axées prioritairement sur l'équilibre budgétaire paraissent inadaptées à stopper la montée du chômage et à freiner les faillites. En 1932, pour la première fois depuis la guerre de Sécession, les républicains perdent le contrôle de la majorité des grandes villes du pays. Ils vont ensuite perdre la Maison-Blanche, le Congrès, la majorité des postes de gouverneurs et le vote des noirs du Nord du pays. L'année 1936 est la pire année politique de l'histoire des républicains. Lors de l’élection présidentielle, le démocrate Franklin Delano Roosevelt est triomphalement réélu contre le républicain Alf Landon. Seuls deux États, le Vermont et le Maine, restent alors fidèles au parti de Lincoln alors qu’au Congrès, 17 sénateurs et 88 représentants républicains rescapés font face à un « rouleau compresseur » composé de 79 sénateurs et 334 représentants démocrates.

### Droitisation du Parti républicain

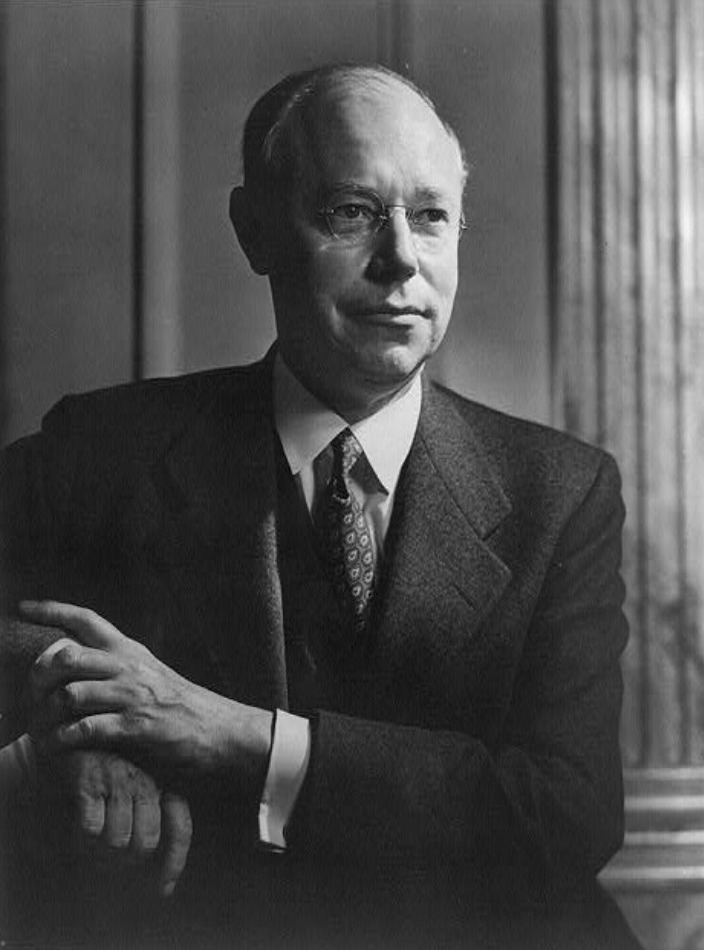
Robert Taft, leader au Sénat de la coalition conservatrice et coauteur de la loi Taft-Hartley.

Réduit à un pôle minoritaire, le Parti républicain très divisé doit se reconstruire. Il se replie d’abord principalement sur deux courants, l'un conservateur issu de l’ouest et du sud-est du pays et l'autre libéral issu de Nouvelle-Angleterre, tous deux emprunts d’un résidu de la pensée progressiste, autrefois incarnée par Teddy Roosevelt. En 1936, Alf Landon, le gouverneur du Kansas, un républicain favorable au New Deal, l’emporte sur le courant conservateur soutenu par Herbert Hoover et devient le candidat républicain à la présidence. Il est cependant laminé par Franklin Roosevelt. Le parti est alors de nouveau tiraillé entre les isolationnistes, opposants au New Deal comme le sénateur Robert Taft de l’Ohio et les libéraux du nord-est comme Thomas Dewey, le gouverneur de l'État de New York, plus favorable au New Deal. Ainsi, divisé, le parti est par conséquent incapable de faire front face aux démocrates.
À partir de 1939, Robert Taft est la figure de proue des opposants à Roosevelt. Au Sénat, il fédère autour de lui les conservateurs et les démocrates du Sud sur des positions économiques isolationnistes, non interventionnistes en matière de politique étrangère et hostiles au New Deal.
Après 1941 et l'attaque de Pearl Harbor, les républicains jouent le jeu de l'union nationale derrière le gouvernement et au nom de la « realpolitik », en 1945, le Parti républicain accepte l'implication forcée des États-Unis dans les affaires du monde dans le contexte de guerre froide bien qu'en 1947, les isolationnistes menés par Taft tentent encore de s’opposer à l'adhésion du pays à l'ONU et à saper la fondation de l'OTAN. Et c'est de justesse qu'ils approuvent le plan Marshall, pourtant concocté par un républicain.
Le Parti républicain commence pourtant à regagner la faveur de l'opinion comme le démontrent ses victoires au Congrès en 1946 qui leur permet l'année suivante de faire adopter, en dépit de l'hostilité du président Harry S. Truman, la loi Taft-Hartley dont l'objet est de diminuer les prérogatives des syndicats et de limiter le droit de grève.
En 1948, Thomas Dewey échoue cependant de justesse à l'élection présidentielle face à Harry S. Truman, jugé plus crédible pour défendre les États-Unis face au communisme. En effet, à cette époque, des républicains isolationnistes comme Robert Taft s'inquiètent davantage de la bureaucratie et du niveau des dépenses publiques que des conséquences du rideau de fer tombé sur l'Europe.

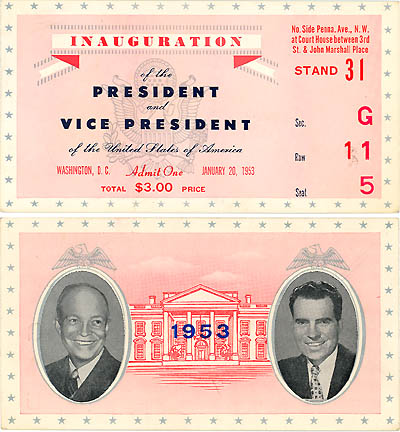
Billets pour l’inauguration de la présidence de Dwight D. Eisenhower et de son vice-président Richard Nixon en 1953.

Carte illustrant le raz de marée électoral des républicains lors de l’élection présidentielle de 1984.

En 1952, le général Dwight D. Eisenhower, un internationaliste de la lignée politique de Dewey, partisan de l'Organisation du traité de l'Atlantique nord, l'emporte lors de primaires républicaines présidentielles sur Robert Taft. Eisenhower est élu président en novembre 1952, mettant fin à 20 années de règne démocrate sur la Maison-Blanche alors que le pays est en plein maccarthysme. Il ne remet pas en cause le New Deal et étend le système de sécurité sociale, met en œuvre un système autoroutier inter-État, poursuit la politique américaine de son prédécesseur face au communisme et fait respecter dans l’ancien Sud confédéré, au besoin par l'armée, les arrêts de la Cour suprême des États-Unis en matière de déségrégation raciale. Eisenhower est réélu facilement en 1956 mais l'échec de Richard Nixon en 1960 face au candidat démocrate John Fitzgerald Kennedy permet à l'aile conservatrice du parti de prendre de l’ascendant sur l'aile modérée, héritée de Dewey, en imposant ses candidats aux présidentielles (Barry Goldwater en 1964, Ronald Reagan en 1980, George W. Bush en 2000).

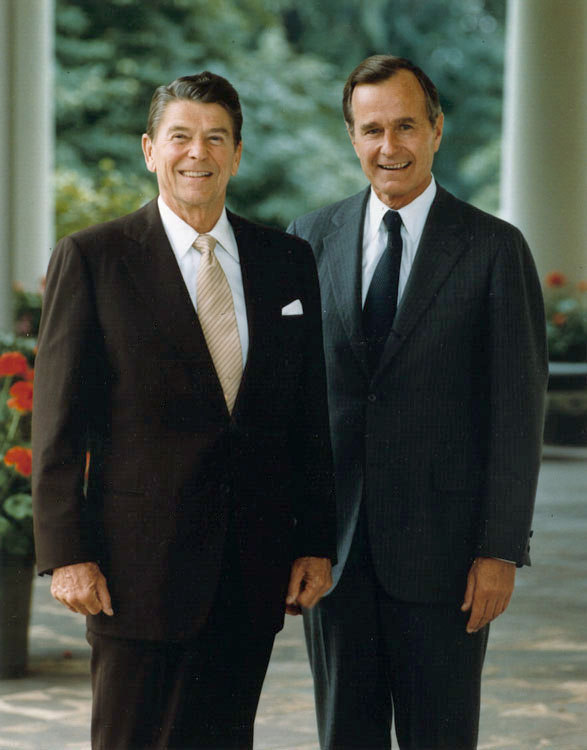
Les présidents Ronald Reagan et George H. W. Bush.

À partir des années 1960, les républicains récupèrent les thèmes conservateurs propres aux blancs du Sud et de l'Ouest, comme la méfiance vis-à-vis de l’État fédéral et la défense des droits des États fédérés contre les empiétements du pouvoir central. Durant cette période, le parti opère une percée dans le Sud grâce à cette ligne conservatrice en accaparant le vote des électeurs blancs qui désertent avec leurs élus le Parti démocrate dominé alors par l'aile gauche du parti. En reprenant ainsi dans le sud des thèmes comme la généralisation de la prière à l’école, les droits des États fédérés, l’interdiction de l'avortement ou la défense des valeurs familiales, les républicains parviennent dans les années 1970 et 1980, à y faire élire des gouverneurs, pour la première fois depuis la fin de la période de reconstruction (la Géorgie se dote ainsi en 2001 de son premier gouverneur républicain en 124 ans). Ainsi, Barry Goldwater remporte en 1964 plusieurs États du Sud profond jusque là bastions imprenables du parti démocrate, et Richard Nixon base une partie de sa victoire lors de l’élection présidentielle de 1968 par sa capacité à retourner l’électorat blanc, conservateur et évangéliste des anciens États Confédérés. Ces deux campagnes entraînent le transformation à terme du Sud démocrate en réservoir électoral républicain. En même temps, le parti rompt avec la tradition isolationniste symbolisée autrefois par Robert Taft et entreprend une politique étrangère active dont l’objet est l’endiguement du communisme par tous les moyens. Cette politique symbolisée par le secrétaire d’État Henry Kissinger oblige néanmoins à quelques choix inattendus comme la reconnaissance de la république populaire de Chine, le début en 1972 des négociations sur la limitation des armements stratégiques avec l'URSS et le retrait des forces américaines du Viêt Nam.
Dans les années 1980, la « révolution conservatrice » lancée par le président Ronald Reagan finit d’ancrer nationalement le parti à droite, malgré l’intermède de 1989 à 1993 de la présidence de George Bush, représentant de l’aile réformiste.
En 1984, Ronald Reagan est triomphalement réélu, remportant 49 des 50 États du pays puis contribue à faire élire en 1988 son vice-président, George H. W. Bush, à la présidence du pays. Cependant, en dépit de ces victoires présidentielles, le Parti républicain peine à renverser la majorité démocrate du Congrès.
En 1992, le parti est de nouveau victime de ses divisions. Le courant conservateur, qui n'a pas digéré les augmentations d'impôts du président George H. W. Bush, préfère alors soutenir un dissident, Ross Perot, privant George H. W. Bush d'une réélection annoncée, la présidentielle voyant les voix conservatrices se diviser en deux partis ce qui permet au candidat démocrate d’en profiter pour obtenir une majorité relative.
Après l’élection, les deux premières années du mandat du démocrate Bill Clinton à la Maison-Blanche, maladroitement gérées et confrontées à des voix dissidentes au sein même des caciques du parti démocrate, permettent aux républicains de se rassembler sur un programme conservateur intitulé « contrat avec l'Amérique ».
En 1994, pour la première fois depuis 40 ans, le Parti républicain remporte les deux chambres du Congrès et redevient majoritaire. Il le restera jusqu'en 2007 (à l’exception des années 2001-2002 pour le Sénat).
Depuis les années 1980-90, le Parti républicain remplace le Parti démocrate dans ses anciennes zones d’influence, à savoir le Sud, mais perd bon nombre d’électeurs en Nouvelle-Angleterre, dans la région des Grands Lacs et sur la côte Ouest. Si le parti se maintient encore localement dans ses anciennes places fortes grâce à des élus modérés, il est nationalement ancré au sud et à l’ouest non côtier. En 2007, 20 des 26 sénateurs des États de l’ancienne Confédération sont républicains. Il y a 30 ans, ils étaient tous démocrates.
De 2001 à 2009, les républicains conservateurs étaient à la Maison-Blanche avec le président George W. Bush, et le vice-président, Dick Cheney, réélus en 2004.

### Depuis les années 2000

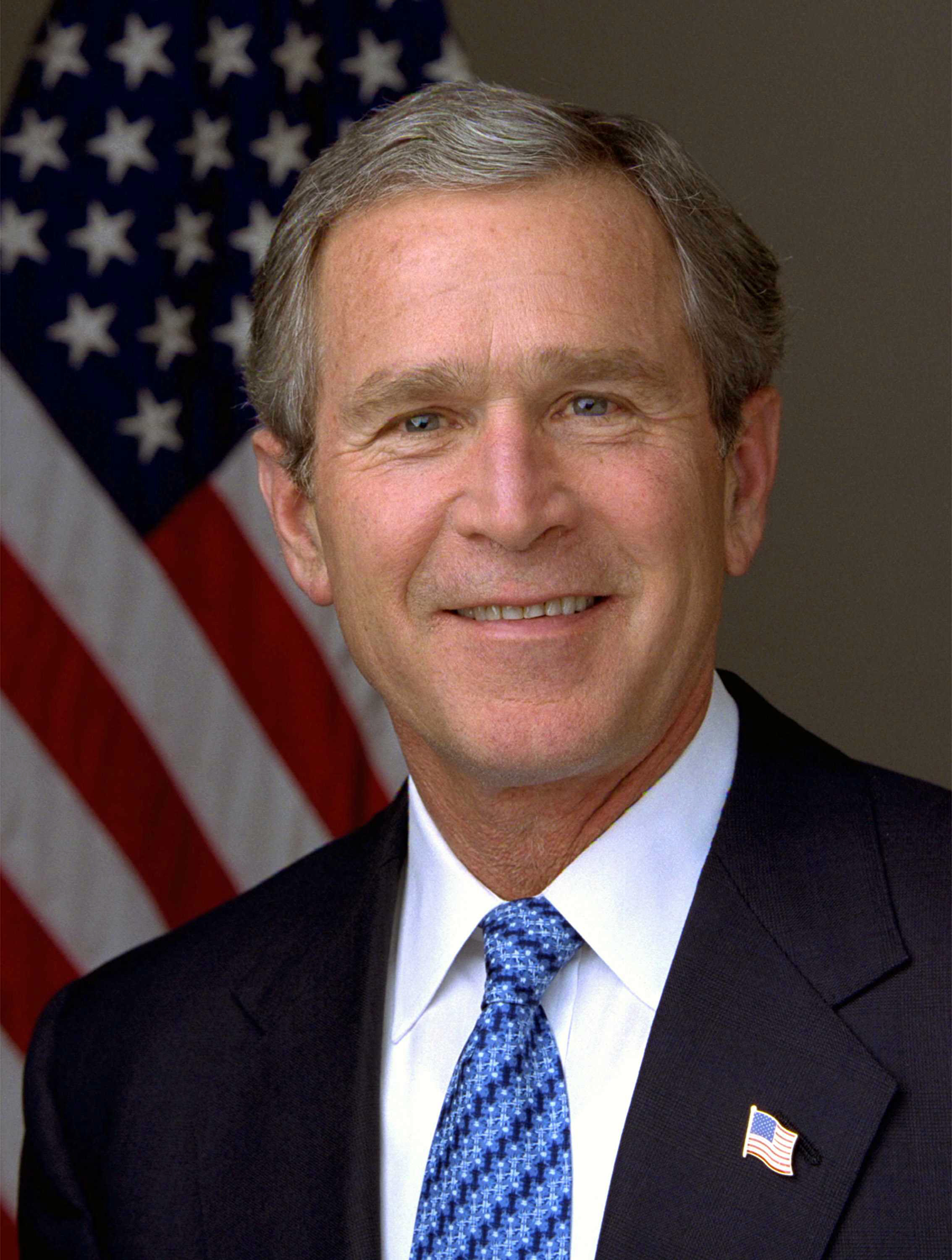
George W. Bush, président des États-Unis de 2001 à 2009.

Depuis la révolution conservatrice menée sous Ronald Reagan dans les années 1980, le Parti républicain est dominé par sa branche conservatrice. Celle-ci s’est renforcée en 1994 avec la conquête du Congrès mené par Newt Gingrich et son « contrat pour l’Amérique » puis avec l’arrivée au pouvoir du Texan conservateur George W. Bush, fils du 41e président des États-Unis.
Cette branche conservatrice s’appuie sur ses bastions électoraux du Sud et de l’Ouest et repose sur un électorat essentiellement blanc (à dominante WASP), banlieusard et rural, patriote et évangélique. Cette posture conservatrice lui a aussi attiré, dans une moindre mesure, un soutien non négligeable de la communauté hispanique et des catholiques, traditionnellement démocrates. Par ailleurs, une majorité des républicains sont climato-sceptiques. Un sondage de 2015 du Pew Research Center indiquait que 64 % des individus s'identifiant comme démocrates reconnaissaient le changement climatique d'origine anthropique, contre 22 % chez les républicains.
La branche modérée dite libérale (au sens américain du terme) du Parti républicain (représentée par Arnold Schwarzenegger, Arlen Specter, Olympia Snowe, Susan Collins, Gordon Smith, Jim Douglas, Rudy Giuliani) a été la victime de la droitisation du parti.
Ses places fortes du nord-est et de la Californie se sont effondrées d’abord lors des élections présidentielles puis lors des élections locales et fédérales. Les élus républicains qui ont réussi à s'y maintenir sont souvent en dissidence de la ligne officielle conservatrice du parti et de l'administration de George W. Bush. À cause de l'impopularité du président, le parti a perdu le contrôle des deux chambres du Congrès dans les élections de mi-mandat en 2006.
Une petite branche centriste incarnée par John McCain ou George H. W. Bush subsiste pour tenter de rassembler l'aile gauche et l'aile droite du parti et d'incarner ainsi la tradition historique modérée du Parti républicain. Ses représentants comme Rudolph Giuliani, John McCain et Mitt Romney furent les candidats favoris des sondages pour représenter le camp républicain lors de l'élection présidentielle en 2008 au côté de l'ancien sénateur (conservateur) du Tennessee et acteur de cinéma, Fred Thompson.
Le 4 septembre 2008, lors de la réunion de la convention nationale républicaine à Saint Paul (Minnesota), les délégués républicains confirmèrent John McCain, qui s'était imposé lors des élections primaires, comme candidat à l'élection présidentielle de 2008, ainsi que Sarah Palin, gouverneure de l'Alaska, comme candidate à la vice-présidence. Lors de l'élection du 4 novembre 2008, John McCain est battu par le candidat démocrate, Barack Obama.
Lors des élections sénatoriales de mi-mandat de novembre 2010, le parti présente plusieurs candidats issus du mouvement des Tea Party, notamment dans le Nevada, le Kentucky et l'Alaska. Dans les élections, le parti a repris une majorité dans la Chambre des représentants avec 242 des 435 sièges, et il a augmenté sa minorité dans le Sénat avec 47 des 100 sièges. De plus, après l'élection, 29 des 50 États seront dirigés par un gouverneur républicain.
Longtemps considéré comme le parti de l'« Amérique blanche », le Parti républicain s'est féminisé et a accordé une place importante à la diversité depuis le début de la décennie, avec notamment l'élection des gouverneurs Jindal et Haley (d'origine asiatique), celle des gouverneurs Martinez et Sandoval (d'origine hispanique), ainsi que l'élection de nombreux membres issus des minorités ethniques au Congrès comme les sénateurs Marco Rubio, Ted Cruz et Tim Scott et la représentante Mia Love. On peut également souligner la candidature d'Herman Cain, un temps favori et premier afro-américain à avoir eu une chance de décrocher l'investiture républicaine pour l'élection présidentielle de 2012. Pour l'élection présidentielle de 2016, cette ouverture aux minorités se concrétise par la candidature de l'Afro-américain Ben Carson, des sénateurs hispaniques Cruz et Rubio et du gouverneur Jindal pour décrocher l'investiture républicaine. Le 1er février 2016, les caucus de l'Iowa ont vu la victoire de Ted Cruz, devenu ainsi le premier Latino-Américain, tous partis confondus, à gagner une primaire.

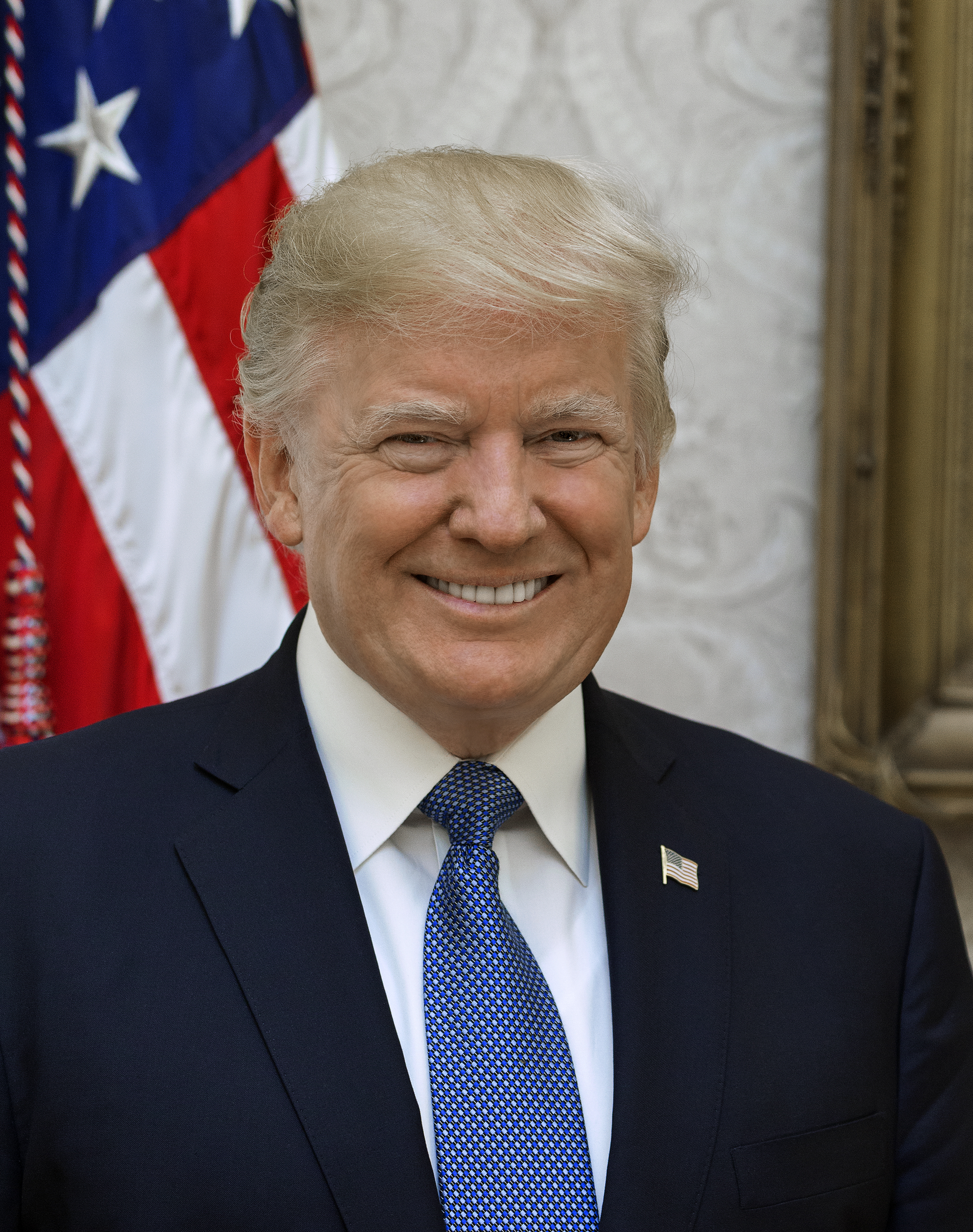
Donald Trump, seul président républicain élu pour deux mandats non consécutifs, de 2017 à 2021 et depuis 2025.

Paradoxalement, le Parti républicain est confronté, à l'occasion de ses primaires en vue de l'élection présidentielle de 2016, à une vague populiste sans précédent : la campagne est en effet largement dominée par le milliardaire Donald Trump, qui, dans un langage volontiers vulgaire et violent, accumule les déclarations contre l'immigration, notamment musulmane (qu'il veut interdire d'entrée aux États-Unis) et mexicaine (contre qui il propose de construire un mur), ainsi que pour un retour à l'isolationnisme et un durcissement de l'emprisonnement des terroristes, caractérisé notamment par le retour à la torture utilisée lors de l'administration Bush. Ce discours décrit[Par qui ?] comme extrêmement dur, accompagné d'une critique de « l'establishment », le place au centre de la campagne où il enchaîne les victoires et domine rapidement la course aux délégués. Cette montée du populisme au sein du Parti républicain est confirmée par les très bons scores de l'outsider Ted Cruz, sénateur au discours très religieux et même plus à droite que Trump sur un certain nombre de sujets, et par les scores médiocres voire mauvais de Jeb Bush, Marco Rubio et John Kasich, considérés comme les favoris de l'establishment. La direction du parti tente alors plusieurs moyens de faire perdre Trump, n'approuvant pas ses manières vulgaires, ses déclarations considérées comme racistes par certains, la plupart de ses idées, son instabilité, et craignant une lourde défaite face au candidat démocrate lors de l'élection générale.
En novembre 2016, Donald Trump remporte l'élection présidentielle en dépit des pronostics peu favorables. Il est officiellement investi en tant que président des États-Unis le 20 janvier 2017. Ses premières mesures visent à réduire le champ d'action de l'Obamacare, se retirer du traité transatlantique et limiter le financement d'ONG pro-avortement ; ce dont les républicains se félicitent. Battu en 2020, Donald Trump remporte l'élection présidentielle de 2024.

## Idéologie

### Factions au sein des Républicains

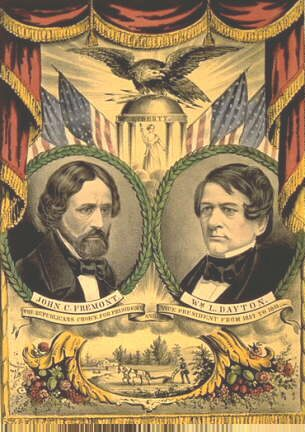
Affiche de la première campagne présidentielle du Parti républicain en 1856.

Le Parti républicain paraît plus homogène que le Parti démocrate bien qu’il soit également traversé par de nombreux courants internes souvent contradictoires. On discerne ainsi deux grands courants, l'un conservateur et l'autre modéré, tous deux divisés entre plusieurs factions qui ne sont pas exclusives les unes des autres dont notamment :
- Les conservateurs[5]
  - les conservateurs fiscaux, partisans de la maîtrise des dépenses publiques ;
  - les conservateurs sociaux[45],[46],[47], partisans de valeurs morales conservatrices ;
    - la droite religieuse dans laquelle se classent les évangéliques du sud du pays, les mormons, les juifs orthodoxes ou les catholiques traditionalistes ;
    - les « patriotes », les nationalistes et les Security Oriented ;

  - les républicains libertariens[9], partisans d'un État fédéral réduit au minimum, tout en étant dur dans ses fonctions restantes (régaliennes, sécuritaires), parmi lesquels se recrutent de nombreux membres du mouvement des Tea Party tels Rand Paul. S'ils sont divisés de façon complexe sur les questions sociétales, notamment touchant aux droits des femmes et des minorités (mariage homosexuel, avortement, etc.), ils estiment le plus souvent que l'État fédéral n'a cependant pas le droit d'interférer dans des domaines qui relèvent de la vie privée ;
  - les States' Rights Oriented, partisans du transfert maximum des compétences de l'État fédéral aux États fédérés ;
  - les néo-conservateurs[9], souvent des universitaires et des intellectuels, partisans d'un nouvel unilatéralisme américain sur le plan international (doctrine Bush) ;
  - les paléo-conservateurs[48], traditionnellement isolationnistes, protectionnistes et socialement conservateurs ;
- Les modérés et les libéraux :
  - les centristes[6], souvent fiscalement conservateurs et progressistes sur les sujets de société. Parfois affublés du sobriquet de Republican In Name Only par leurs détracteurs conservateurs, on y trouve notamment les républicains de Nouvelle-Angleterre ou les anciens partisans de Nelson Rockefeller ;
  - les Log Cabin Republicans (les républicains gays).

Depuis les années 1980, on distingue un antagonisme assez prononcé, bien que non exclusif, entre les républicains de l’ouest, libertariens et individualistes, et ceux du Sud, chrétiens fondamentalistes, concentrées sur les valeurs morales et religieuses.
Le Parti républicain est globalement considéré comme un parti politiquement à droite, socialement plus conservateur et économiquement plus libertarien que son homologue démocrate. Proche des milieux d’affaires, il compte très peu de soutiens chez les syndicats.

### Fédéralisme
Le Parti républicain considère que c’est le seul Congrès des États-Unis qui doit légiférer au niveau national et que les juges, notamment ceux de la Cour suprême, n’ont pas à interpréter la constitution pour créer parallèlement d’autres normes à valeur législatives ou constitutionnelles (cas du droit à l’avortement avec l’arrêt Roe v. Wade). C’est ce que les républicains appellent l’activisme judiciaire. Les républicains centristes considèrent cependant que c’est le travail des juges d’interpréter la constitution et de protéger les droits des citoyens contre l’abus du pouvoir législatif ou du pouvoir exécutif.

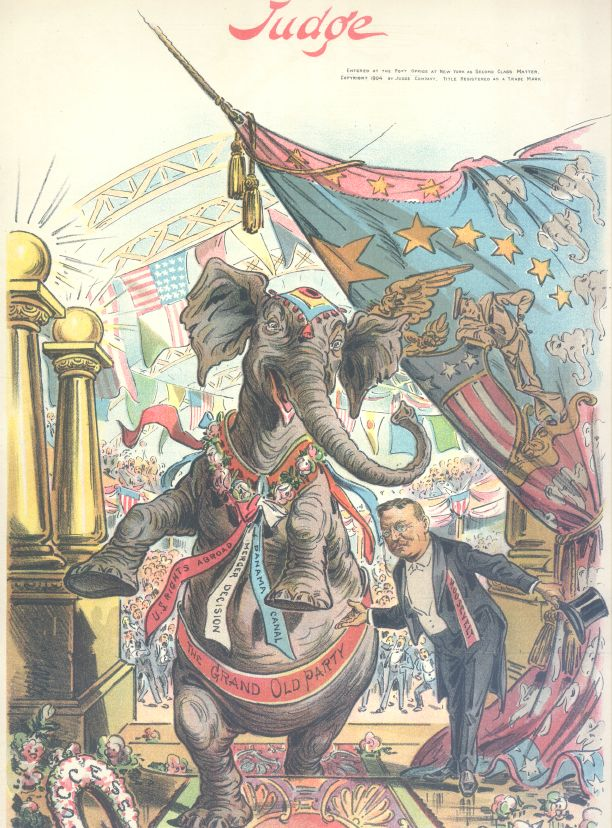
Dessin humoristique de 1904 illustrant la victoire électorale de Theodore Roosevelt et des républicains dont le symbole est un éléphant.

Les républicains ont historiquement défendu le développement du pouvoir fédéral au détriment des pouvoirs des États. Mais ils ont ensuite opté pour une redéfinition des compétences en choisissant de limiter le pouvoir de l’État fédéral au profit des différents États constituant les États-Unis. Les libertariens sont ainsi les plus hostiles au pouvoir fédéral.

### Système social et fiscalité
Dans cette optique libertarienne, le Parti républicain est hostile à un système de sécurité sociale universel tel qu’il existe au Canada et en Europe. Il défend le principe d’un système de santé individuel secondé par une sécurité sociale gratuite pour les plus âgés et les plus démunis.
Le Parti républicain défend le principe d’une fiscalité modérée (baisse d’impôts), d’une intervention réduite au minimum de l’État dans l’économie. Ainsi, le principe du moindre État se résume dans la déclaration du président Ronald Reagan dans son discours inaugural en 1981 quand il déclara que « dans les temps de crise, le gouvernement n’est pas la solution à vos problèmes, le gouvernement est le problème ». Partisan du libéralisme économique, le Parti républicain préfère le développement des accords de libre-échange bilatéraux aux grands accords internationaux. D’ordinaire, il préconise la maitrise des dépenses et le principe de l’équilibre budgétaire, sans nécessairement s'y tenir.[réf. nécessaire]
Le Parti républicain défend l’individualisme contre le collectivisme et le communautarisme et ses membres sont majoritairement hostiles à la politique de discrimination positive et aux quotas raciaux, globalement parce qu’ils refusent de faire de distinctions entre Américains. Partisans de l’école libre et donc de laisser aux parents le droit de choisir l’école de leurs enfants, les républicains sont favorables à l’évaluation qualitative de l’enseignement et des résultats scolaires dans les écoles publiques. La branche conservatrice du parti soutient le principe de la prière à l’école dans les établissements publics tout comme une partie de ce courant soutient la thèse du dessein intelligent (créationniste), opposé au darwinisme.
Au nom de la responsabilité individuelle, les républicains sont aussi souvent des partisans de la liberté du port d’armes et de la répression maximale en matière de criminalité. Ainsi, ils sont très largement favorables à la peine de mort.

### Questions sociétales
Dans une moindre mesure, les républicains sont favorables également à la restriction du droit à l’avortement.
Ils sont aussi très majoritairement hostiles au mariage homosexuel mais plus divisés sur les unions civiles homosexuelles (les libertariens y sont plutôt favorables).
Le parti est particulièrement divisé sur les recherches sur les cellules souches à partir d’embryons humains, sur les problèmes liés à l’environnement (protocole de Kyoto, forages en Alaska…) et sur la politique d’immigration à tenir envers les Hispaniques.
À la suite des attentats du 11 septembre 2001, un courant jusque-là discret et très minoritaire a pris de l’ascendant sur le Parti républicain. Le courant néo-conservateur a imposé une politique étrangère unilatéraliste et idéaliste concrétisée par une hostilité renforcée au multilatéralisme et à l’ONU, par la Guerre d'Afghanistan en 2001 puis surtout par la guerre d'Irak à partir de 2003, le but étant d’apporter la paix et la démocratie au Moyen-Orient. Cette politique a été néanmoins remise en cause électoralement à la fin de l’année 2006.
En 2006, la base sociale du Parti républicain se compose majoritairement d’hommes d’affaires, d’entrepreneurs et des membres de professions libérales. On y trouve majoritairement des hommes, des Blancs d’ascendance WASP,, des couples mariés avec enfants, des banlieusards, des habitants de zones rurales et des chrétiens (61 % des pratiquants, 59 % de protestants et 52 % de catholiques en 2004). En 2004, le président Bush a obtenu aussi le vote de 41 % des 20 % Américains les plus pauvres, 55 % des 20 % les plus riches et 53 % des 60 % Américains des classes moyennes.
Seulement 23-25 % des membres de la communauté homosexuelle votent pour les candidats du Parti républicain.

### Point de vue sur l'évolution du parti à l'époque de Trump
Selon l'écrivain et commentateur politique démocrate Ben Rhodes, par ailleurs ancien conseiller adjoint de Barack Obama à la sécurité nationale, le parti républicain, au moment de l'entrée de Donald Trump dans la sphère politique, se trouve « intellectuellement et moralement en faillite », « n'a aucune philosophie de gouvernement » et fait preuve d'une « mentalité puérile », en s'opposant sans aucune rationalité à n'importe quelle mesure ou prise de position de Barack Obama ou des démocrates, par exemple sur la question du changement climatique. Considérant que le GOP s'est orienté vers l'extrême droite, Rhodes porte une critique virulente de l'administration Trump, qu'il qualifie d'« immorale ».
Une étude de l'Institut V-Dem de l'Université de Göteborg en Suède, publiée par le journal britannique The Guardian, a mentionné en 2020 que, selon son analyse, en encourageant certains types de violence tout en restant attaché au pluralisme, le parti républicain, sous l'influence notamment de Donald Trump, s'était rapproché des partis dits illibéraux de type de ceux arrivés au pouvoir en Hongrie (avec le Fidesz), en Inde, en Pologne et en Turquie,,,.
Dans une enquête de janvier 2020, une majorité des sondés se déclarant comme républicains ou proche des républicains (50,7 %) estimaient que « le mode de vie traditionnel américain était en train de disparaître si vite qu'il allait devenir nécessaire d'utiliser la force pour le sauver » et près des trois quarts ne faisaient plus confiance en un système électoral dans lequel il n'était pas demandé de carte d'identité pour pouvoir voter. Les auteurs de l'enquête soulignaient notamment un fort antagonisme ethnique parmi les répondants dans un contexte ressenti de changement démographique et culturel. Dans une analyse comparative des données recueillies avec l'enquête menée en 2019 par les sociologues Lilliana Mason et Nathan Kalmoe, il est souligné que la baisse de l'attachement à certaines valeurs démocratiques ne concerne pas seulement les républicains mais aussi des démocrates. Ainsi, dans chacun des deux camps, une importante minorité considère l'autre camp comme « une menace sérieuse pour les États-Unis et son peuple », les sondés démocrates étant même plus susceptibles de justifier le recours à la violence contre leurs adversaires si ceux-ci remportaient les élections présidentielles de 2020, voire à souhaiter leur mort (20 % contre 15 %),.
Alors que les élections législatives de novembre 2020 ont été marquées par l'élection de représentants de la gauche radicale chez les démocrates, comme Cori Bush, et de conspirationnistes, comme Marjorie Taylor Greene, chez les républicains, le parti républicain se retrouve, au lendemain de l’assaut du Capitole du 6 janvier 2021, divisé en deux camps sur la façon de gérer Donald Trump et ses partisans dont certains, issus de « groupuscules d’extrême droite ».
La journaliste Laura Raim estime que Donald Trump a été notamment le cheval de Troie de l’alt-right américaine (et de son précurseur le paléo-conservatisme incarné par Pat Buchanan), reposant sur la classe moyenne blanche opposée aux « élites mondialisées », à la National Review et à l’« establishment » du parti républicain (lequel est en partie issu du néoconservatisme dominant du début des années 2000) et appuyé par des intellectuels actifs et des nationalistes blancs ou libertariens très présents notamment sur les réseaux sociaux.

## Résultats électoraux

Résultats par comtés des élections présidentielles de 2016 : en rouge les comtés remportés par Donald Trump et en bleu ceux remportés par Hillary Clinton

Depuis 1856, les candidats du Parti républicain ont remporté 23 des 39 élections présidentielles dont 7 des 11 dernières élections depuis 1968. Le parti compte dans ses rangs 18 des 28 derniers présidents américains.
Le Parti républicain a dominé quasi sans interruption les deux chambres du Congrès des États-Unis de 1995 à 2007 et de 2015 à 2019.
En 2005, si autant d'Américains se déclaraient républicains que démocrates (39 % chacun), ils étaient, selon le recensement de 2004, 55 millions à être enregistrés sur les listes électorales comme républicains contre 72 millions en tant que démocrates et 42 millions en tant qu'indépendants.
En janvier 2011, les vingt-trois plus grandes villes du pays dirigées par un maire républicain ou issu de ses rangs étaient New York, Dallas, San Diego, Jacksonville, Indianapolis, Oklahoma City, Tucson, Albuquerque, Fresno, Mesa, Virginia Beach, Miami, Tulsa, Colorado Springs, Arlington, Anaheim, Greensboro, St. Petersburg, Reno, Vancouver, Topeka, Manchester et Bismarck auxquelles s'ajoutent notamment les villes de Cedar Rapids, Stratford, Norwich et Knoxville.

### États dirigés par des gouverneurs républicains

En rouge, les États dirigés par un gouverneur républicain.

En 2017, sur 50 États, le pays compte 33 gouverneurs républicains : en Alabama, Arizona, Arkansas, Caroline du Sud, Dakota du Nord, Dakota du Sud, Floride, Géorgie, Idaho, Illinois, Indiana, Iowa, Kansas, Kentucky, Maine, Maryland, Michigan, Massachusetts, Mississippi, Missouri, Nebraska, Nevada, New Hampshire, New Jersey, Nouveau-Mexique, Ohio, Oklahoma, Tennessee, Texas, Utah, Vermont, Virginie, Wisconsin et Wyoming.

### Législatures dominées par les républicains
À partir janvier 2009, le Parti républicain domine la législature (les deux chambres locales) de treize États fédérés et en partage 13 autres avec le Parti démocrate. À la suite des élections de novembre 2010, le Parti républicain contrôle depuis janvier 2011 les législatures de 26 états (contre 18 pour les Démocrates) et en partage au moins 4 autres (contrôlant au moins l'une des deux chambres de la législature d’État), :
- contrôle de l'entière législature (chambre basse et chambre haute) : Alabama, Alaska[66], Arizona, Caroline du Nord, Caroline du Sud, Dakota du Nord, Dakota du Sud, Floride, Géorgie, Idaho, Indiana, Kansas, Maine, Michigan, Minnesota, Missouri, Montana, New Hampshire, Oklahoma, Ohio, Pennsylvanie, Tennessee, Texas, Utah, Wisconsin, Wyoming. À cette liste pourrait s'ajouter la législature du Nebraska, monocamérale et non partisane, dont les élus sont majoritairement, mais à titre individuel, affiliés au Parti républicain.
- contrôle républicain de l'une des deux chambres de la législature 2011-2013 : Colorado, Iowa, Kentucky, Virginie[67].

### Élections présidentielles

Résultats des élections présidentielles depuis 1856 (les États remportés par les républicains sont en rouge).

| Année | Candidat             | Vote populaire | Vote populaire | Grands électeurs |
| Année | Candidat             | Voix           | %              | Grands électeurs |
| ----- | -------------------- | -------------- | -------------- | ---------------- |
| 1856  | John Charles Frémont | 1 342 345      | 33,1           | 114 / 296        |
| 1860  | Abraham Lincoln      | 1 865 908      | 39,8           | 180 / 303        |
| 1864  | Abraham Lincoln      | 2 218 388      | 55,0           | 212 / 233        |
| 1868  | Ulysses S. Grant     | 3 013 421      | 52,7           | 214 / 294        |
| 1872  | Ulysses S. Grant     | 3 598 235      | 55,6           | 286 / 352        |
| 1876  | Rutherford B. Hayes  | 4 034 311      | 47,9           | 185 / 369        |
| 1880  | James A. Garfield    | 4 446 158      | 48,3           | 214 / 369        |
| 1884  | James Blaine         | 4 856 905      | 48,3           | 182 / 401        |
| 1888  | Benjamin Harrison    | 5 443 892      | 47,8           | 233 / 401        |
| 1892  | Benjamin Harrison    | 5 176 108      | 43,0           | 145 / 444        |
| 1896  | William McKinley     | 7 111 607      | 51,0           | 271 / 447        |
| 1900  | William McKinley     | 7 228 864      | 51,6           | 292 / 447        |
| 1904  | Theodore Roosevelt   | 7 630 457      | 56,4           | 336 / 476        |
| 1908  | William Howard Taft  | 7 678 395      | 51,6           | 321 / 483        |
| 1912  | William Howard Taft  | 3 486 242      | 23,2           | 8 / 531          |
| 1916  | Charles Evans Hughes | 8 548 728      | 46,1           | 254 / 531        |
| 1920  | Warren G. Harding    | 16 144 093     | 60,3           | 404 / 531        |
| 1924  | Calvin Coolidge      | 15 723 789     | 54,0           | 382 / 531        |
| 1928  | Herbert Hoover       | 21 427 123     | 58,2           | 444 / 531        |
| 1932  | Herbert Hoover       | 15 761 532     | 39,7           | 59 / 531         |
| 1936  | Alf Landon           | 16 679 543     | 36,5           | 8 / 531          |
| 1940  | Wendell Willkie      | 22 347 744     | 44,8           | 82 / 531         |
| 1944  | Thomas Dewey         | 22 017 929     | 45,9           | 99 / 531         |
| 1948  | Thomas Dewey         | 21 991 292     | 45,1           | 189 / 531        |
| 1952  | Dwight D. Eisenhower | 34 075 529     | 55,2           | 442 / 531        |
| 1956  | Dwight D. Eisenhower | 35 579 180     | 57,4           | 457 / 531        |
| 1960  | Richard Nixon        | 34 108 157     | 49,6           | 219 / 537        |
| 1964  | Barry Goldwater      | 27 175 754     | 38,5           | 52 / 538         |
| 1968  | Richard Nixon        | 31 783 783     | 43,4           | 301 / 538        |
| 1972  | Richard Nixon        | 47 168 710     | 60,7           | 520 / 538        |
| 1976  | Gerald Ford          | 38 148 634     | 48,0           | 240 / 538        |
| 1980  | Ronald Reagan        | 43 903 230     | 50,7           | 489 / 538        |
| 1984  | Ronald Reagan        | 54 455 472     | 58,8           | 525 / 538        |
| 1988  | George H. W. Bush    | 48 886 097     | 53,4           | 426 / 538        |
| 1992  | George H. W. Bush    | 39 104 550     | 37,4           | 168 / 538        |
| 1996  | Bob Dole             | 39 197 469     | 40,7           | 159 / 538        |
| 2000  | George W. Bush       | 50 456 002     | 47,9           | 271 / 538        |
| 2004  | George W. Bush       | 62 040 610     | 50,7           | 286 / 538        |
| 2008  | John McCain          | 59 948 323     | 45,7           | 173 / 538        |
| 2012  | Mitt Romney          | 60 933 500     | 47,2           | 206 / 538        |
| 2016  | Donald Trump         | 62 984 825     | 46,1           | 304 / 538        |
| 2020  | Donald Trump         | 74 222 484     | 46,8           | 232 / 538        |
| 2024  | Donald Trump         | 77 302 580     | 49,8           | 312 / 538        |

### Élections législatives
| Année     | Chef de file               | Chambre des représentants | Chambre des représentants | Sénat | Sénat    | Chef de file       | Année     |
| Année     | Chef de file               | %                         | Sièges                    | %     | Sièges   | Chef de file       | Année     |
| --------- | -------------------------- | ------------------------- | ------------------------- | ----- | -------- | ------------------ | --------- |
| 1856-1857 | Galusha A. Grow            | 37,0                      | 90 / 236                  |       | 18 / 62  | Aucun              | 1856-1857 |
| 1858-1859 | William Pennington         | 36,6                      | 113 / 238                 |       | 25 / 66  | Aucun              | 1858-1859 |
| 1860-1861 | William Pennington         | 46,9                      | 106 / 181                 |       | 29 / 68  | John Parker Hale   | 1860-1861 |
| 1862-1863 | Galusha A. Grow            |                           | 87 / 184                  |       | 32 / 48  | John Parker Hale   | 1862-1863 |
| 1864-1865 | Schuyler Colfax            | 53,5                      | 150 / 193                 |       | 33 / 72  | Henry B. Anthony   | 1864-1865 |
| 1866-1867 | Schuyler Colfax            | 55,4                      | 173 / 193                 |       | 39 / 72  | Henry B. Anthony   | 1866-1867 |
| 1868-1869 | James G. Blaine            | 51,8                      | 171 / 243                 |       | 57 / 74  | Henry B. Anthony   | 1868-1869 |
| 1870-1871 | James G. Blaine            | 49,6                      | 136 / 243                 |       | 58 / 74  | Henry B. Anthony   | 1870-1871 |
| 1872-1873 | James G. Blaine            | 51,4                      | 199 / 292                 |       | 54 / 74  | Henry B. Anthony   | 1872-1873 |
| 1874-1875 | James G. Blaine            | 44,4                      | 103 / 293                 |       | 42 / 73  | Henry B. Anthony   | 1874-1875 |
| 1876-1877 | James A. Garfield          | 46,5                      | 136 / 293                 |       | 39 / 76  | Henry B. Anthony   | 1876-1877 |
| 1878-1879 | James A. Garfield          | 39,6                      | 132 / 293                 |       | 31 / 76  | Henry B. Anthony   | 1878-1879 |
| 1880      | Joseph Warren Keifer       | 44,9                      | 151 / 293                 |       | 37 / 76  | Henry B. Anthony   | 1880-1881 |
| 1882      | Joseph Warren Keifer       | 41,6                      | 117 / 325                 |       | 37 / 75  | Henry B. Anthony   | 1882-1883 |
| 1884      | Thomas Brackett Reed       | 47,1                      | 141 / 325                 |       | 37 / 73  | John Sherman       | 1884-1885 |
| 1886      | Thomas Brackett Reed       | 45,0                      | 152 / 325                 |       | 38 / 75  | George F. Edmunds  | 1886-1887 |
| 1888      | Thomas Brackett Reed       | 47,4                      | 179 / 332                 |       | 38 / 75  | George F. Edmunds  | 1888-1889 |
| 1890      | Thomas Brackett Reed       | 42,8                      | 86 / 332                  |       | 47 / 88  | George F. Edmunds  | 1890-1891 |
| 1892      | Thomas Brackett Reed       | 40,8                      | 124 / 356                 |       | 37 / 88  | John Sherman       | 1892-1893 |
| 1894      | Thomas Brackett Reed       | 48,3                      | 253 / 356                 |       | 39 / 88  | John Sherman       | 1894-1895 |
| 1896      | Thomas Brackett Reed       | 48,8                      | 206 / 357                 |       | 46 / 90  | John Sherman       | 1896-1897 |
| 1898      | David B. Henderson         | 48,5                      | 187 / 357                 |       | 51 / 90  | William B. Allison | 1898-1899 |
| 1900      | David B. Henderson         | 50,6                      | 200 / 357                 |       | 55 / 90  | William B. Allison | 1900-1901 |
| 1902      | Joseph Gurney Cannon       | 49,8                      | 206 / 386                 |       | 57 / 90  | William B. Allison | 1902-1903 |
| 1904      | Joseph Gurney Cannon       | 54,6                      | 251 / 386                 |       | 57 / 90  | William B. Allison | 1904-1905 |
| 1906      | Joseph Gurney Cannon       | 51,0                      | 223 / 386                 |       | 60 / 90  | William B. Allison | 1906-1907 |
| 1908      | Joseph Gurney Cannon       | 50,0                      | 219 / 391                 |       | 60 / 92  | Eugene Hale        | 1908-1909 |
| 1910      | James Robert Mann          | 46,5                      | 161 / 391                 |       | 50 / 92  | Shelby Cullom      | 1910-1911 |
| 1912      | James Robert Mann          | 38,8                      | 134 / 435                 |       | 45 / 96  | Jacob H. Gallinger | 1912-1913 |
| 1914      | James Robert Mann          | 43,1                      | 196 / 435                 |       | 39 / 96  | Jacob H. Gallinger | 1914      |
| 1916      | James Robert Mann          | 48,1                      | 215 / 435                 |       | 42 / 96  | Jacob H. Gallinger | 1916      |
| 1918      | Frederick H. Gillett       | 52,4                      | 240 / 435                 |       | 49 / 96  | Henry Cabot Lodge  | 1918      |
| 1920      | Frederick H. Gillett       | 58,9                      | 303 / 435                 |       | 59 / 96  | Henry Cabot Lodge  | 1920      |
| 1922      | Frederick H. Gillett       | 51,7                      | 225 / 435                 |       | 53 / 96  | Henry Cabot Lodge  | 1922      |
| 1924      | Frederick H. Gillett       | 56,1                      | 247 / 435                 |       | 55 / 96  | Henry Cabot Lodge  | 1924      |
| 1926      | Nicholas Longworth         | 57,1                      | 238 / 435                 |       | 49 / 96  | Charles Curtis     | 1926      |
| 1928      | Nicholas Longworth         | 56,7                      | 270 / 435                 |       | 56 / 96  | Charles Curtis     | 1928      |
| 1930      | Nicholas Longworth         | 53,0                      | 218 / 435                 |       | 48 / 96  | James Watson       | 1930      |
| 1932      | Bertrand Snell             | 42,1                      | 117 / 435                 |       | 36 / 96  | James Watson       | 1932      |
| 1934      | Bertrand Snell             | 41,3                      | 103 / 435                 |       | 25 / 96  | Charles McNary     | 1934      |
| 1936      | Bertrand Snell             | 39,7                      | 88 / 435                  |       | 17 / 96  | Charles McNary     | 1936      |
| 1938      | Bertrand Snell             | 47,5                      | 169 / 435                 |       | 23 / 96  | Charles McNary     | 1938      |
| 1940      | Joseph William Martin, Jr. | 45,6                      | 162 / 435                 | 47,8  | 28 / 96  | Warren Austin      | 1940      |
| 1942      | Joseph William Martin, Jr. | 50,8                      | 209 / 435                 | 49,3  | 38 / 96  | Charles McNary     | 1942      |
| 1944      | Joseph William Martin, Jr. | 47,1                      | 189 / 435                 | 47,3  | 38 / 96  | Wallace White      | 1944      |
| 1946      | Joseph William Martin, Jr. | 53,5                      | 246 / 435                 | 54,0  | 51 / 96  | Wallace White      | 1946      |
| 1948      | Joseph William Martin, Jr. | 45,4                      | 171 / 435                 | 42,3  | 42 / 96  | Wallace White      | 1948      |
| 1950      | Joseph William Martin, Jr. | 48,9                      | 199 / 435                 | 49,6  | 47 / 96  | Ken Wherry         | 1950      |
| 1952      | Joseph William Martin, Jr. | 49,3                      | 221 / 435                 | 52,0  | 49 / 96  | Styles Bridges     | 1952      |
| 1954      | Joseph William Martin, Jr. | 47,0                      | 203 / 435                 | 44,8  | 47 / 96  | William Knowland   | 1954      |
| 1956      | Joseph William Martin, Jr. | 48,7                      | 201 / 435                 | 48,4  | 47 / 96  | William Knowland   | 1956      |
| 1958      | Joseph William Martin, Jr. | 43,6                      | 153 / 435                 | 42,9  | 34 / 98  | William Knowland   | 1958      |
| 1960      | Charles Helleck            | 44,8                      | 175 / 435                 | 44,2  | 35 / 100 | Everett Dirksen    | 1960      |
| 1962      | Charles Helleck            | 47,1                      | 176 / 435                 | 49,1  | 34 / 100 | Everett Dirksen    | 1962      |
| 1964      | Charles Helleck            | 42,4                      | 140 / 435                 | 42,3  | 32 / 100 | Everett Dirksen    | 1964      |
| 1966      | Gerald Ford                | 48,2                      | 187 / 435                 | 50,6  | 38 / 100 | Everett Dirksen    | 1966      |
| 1968      | Gerald Ford                | 48,5                      | 192 / 435                 | 46,5  | 42 / 100 | Everett Dirksen    | 1968      |
| 1970      | Gerald Ford                | 44,9                      | 180 / 435                 | 39,9  | 44 / 100 | Hugh Scott         | 1970      |
| 1972      | Gerald Ford                | 46,5                      | 192 / 435                 | 52,4  | 41 / 100 | Hugh Scott         | 1972      |
| 1974      | John Jacob Rhodes          | 45,6                      | 175 / 435                 | 46,2  | 45 / 100 | Hugh Scott         | 1974      |
| 1976      | John Jacob Rhodes          | 40,7                      | 144 / 435                 | 39,6  | 38 / 100 | Hugh Scott         | 1976      |
| 1978      | John Jacob Rhodes          | 42,3                      | 143 / 435                 | 41,5  | 38 / 100 | Howard Baker       | 1978      |
| 1980      | John Jacob Rhodes          | 44,8                      | 158 / 435                 | 48,2  | 41 / 100 | Howard Baker       | 1980      |
| 1982      | Robert Michel              | 47,9                      | 192 / 435                 | 44,7  | 53 / 100 | Howard Baker       | 1982      |
| 1984      | Robert Michel              | 43,4                      | 166 / 435                 | 43,4  | 54 / 100 | Howard Baker       | 1984      |
| 1986      | Robert Michel              | 47,0                      | 182 / 435                 | 49,3  | 53 / 100 | Bob Dole           | 1986      |
| 1988      | Robert Michel              | 44,4                      | 177 / 435                 | 47,6  | 45 / 100 | Bob Dole           | 1988      |
| 1990      | Robert Michel              | 44,3                      | 167 / 435                 | 47,1  | 44 / 100 | Bob Dole           | 1990      |
| 1992      | Robert Michel              | 45,1                      | 176 / 435                 | 43,6  | 43 / 100 | Bob Dole           | 1992      |
| 1994      | Robert Michel              | 51,9                      | 230 / 435                 | 50,0  | 53 / 100 | Bob Dole           | 1994      |
| 1996      | Newt Gingrich              | 48,2                      | 227 / 435                 | 49,5  | 55 / 100 | Trent Lott         | 1996      |
| 1998      | Newt Gingrich              | 48,4                      | 223 / 435                 | 46,8  | 55 / 100 | Trent Lott         | 1998      |
| 2000      | Dennis Hastert             | 47,6                      | 221 / 435                 | 46,9  | 50 / 100 | Trent Lott         | 2000      |
| 2002      | Dennis Hastert             | 50,0                      | 229 / 435                 | 49,9  | 51 / 100 | Trent Lott         | 2002      |
| 2004      | Dennis Hastert             | 49,4                      | 232 / 435                 | 45,3  | 55 / 100 | Bill Frist         | 2004      |
| 2006      | Dennis Hastert             | 44,3                      | 202 / 435                 | 41,8  | 49 / 100 | Bill Frist         | 2006      |
| 2008      | John Boehner               | 42,6                      | 178 / 435                 | 44,5  | 41 / 100 | Mitch McConnell    | 2008      |
| 2010      | John Boehner               | 51,7                      | 242 / 435                 | 48,2  | 47 / 100 | Mitch McConnell    | 2010      |
| 2012      | John Boehner               | 47,7                      | 234 / 435                 | 41,8  | 45 / 100 | Mitch McConnell    | 2012      |
| 2014      | John Boehner               | 51,2                      | 247 / 435                 | 51,5  | 54 / 100 | Mitch McConnell    | 2014      |
| 2016      | Paul Ryan                  | 49,1                      | 241 / 435                 | 42,2  | 52 / 100 | Mitch McConnell    | 2016      |
| 2018      | Paul Ryan                  | 44,8                      | 200 / 435                 | 38,7  | 53 / 100 | Mitch McConnell    | 2018      |
| 2020      | Kevin McCarthy             | 47,2                      | 211 / 435                 | 49,3  | 50 / 100 | Mitch McConnell    | 2020      |
| 2022      | Kevin McCarthy             | 50,0                      | 222 / 435                 | 47,4  | 49 / 100 | Mitch McConnell    | 2022      |
| 2024      | Mike Johnson               | 50,7                      | 220 / 435                 | 47,8  | 53 / 100 | Mitch McConnell    | 2024      |

## Personnalités du Parti républicain

### Présidents républicains des États-Unis
1. Abraham Lincoln (1861-1865)
2. Andrew Johnson[h] (1865-1869)
3. Ulysses S. Grant (1869-1877)
4. Rutherford B. Hayes (1877-1881)
5. James A. Garfield (1881)
6. Chester A. Arthur (1881-1885)
7. Benjamin Harrison (1889-1893)
8. William McKinley (1897-1901)
9. Theodore Roosevelt (1901-1909)
10. William Howard Taft (1909-1913)
11. Warren G. Harding (1921-1923)
12. Calvin Coolidge (1923-1929)
13. Herbert Hoover (1929-1933)
14. Dwight D. Eisenhower (1953-1961)
15. Richard Nixon (1969-1974)
16. Gerald Ford (1974-1977)
17. Ronald Reagan (1981-1989)
18. George H. W. Bush (1989-1993)
19. George W. Bush (2001-2009)
20. Donald Trump (2017-2021 et depuis 2025)

### Vice-présidents républicains
- Hannibal Hamlin de 1861 à 1865
- Andrew Johnson[h] en 1865
- Schuyler Colfax de 1869 à 1873
- Henry Wilson de 1873 à 1877
- William A. Wheeler de 1877 à 1881
- Chester A. Arthur en 1881
- Levi Morton de 1889 à 1893
- Garret Hobart de 1897 à 1901
- Theodore Roosevelt en 1901
- Charles W. Fairbanks de 1905 à 1909
- James Sherman de 1909 à 1913
- Calvin Coolidge de 1921 à 1923
- Charles Dawes de 1925 à 1929
- Charles Curtis de 1929 à 1933
- Richard Nixon de 1953 à 1961
- Spiro Agnew de 1969 à 1973
- Gerald Ford de 1973 à 1974
- Nelson A. Rockefeller, de 1974 à 1977
- George Bush, de 1981 à 1989
- Dan Quayle, de 1989 à 1993
- Dick Cheney, de 2001 à 2009
- Mike Pence, de 2017 à 2021
- J. D. Vance, à partir de 2025

### Personnalités républicaines actuelles

#### Dirigeants

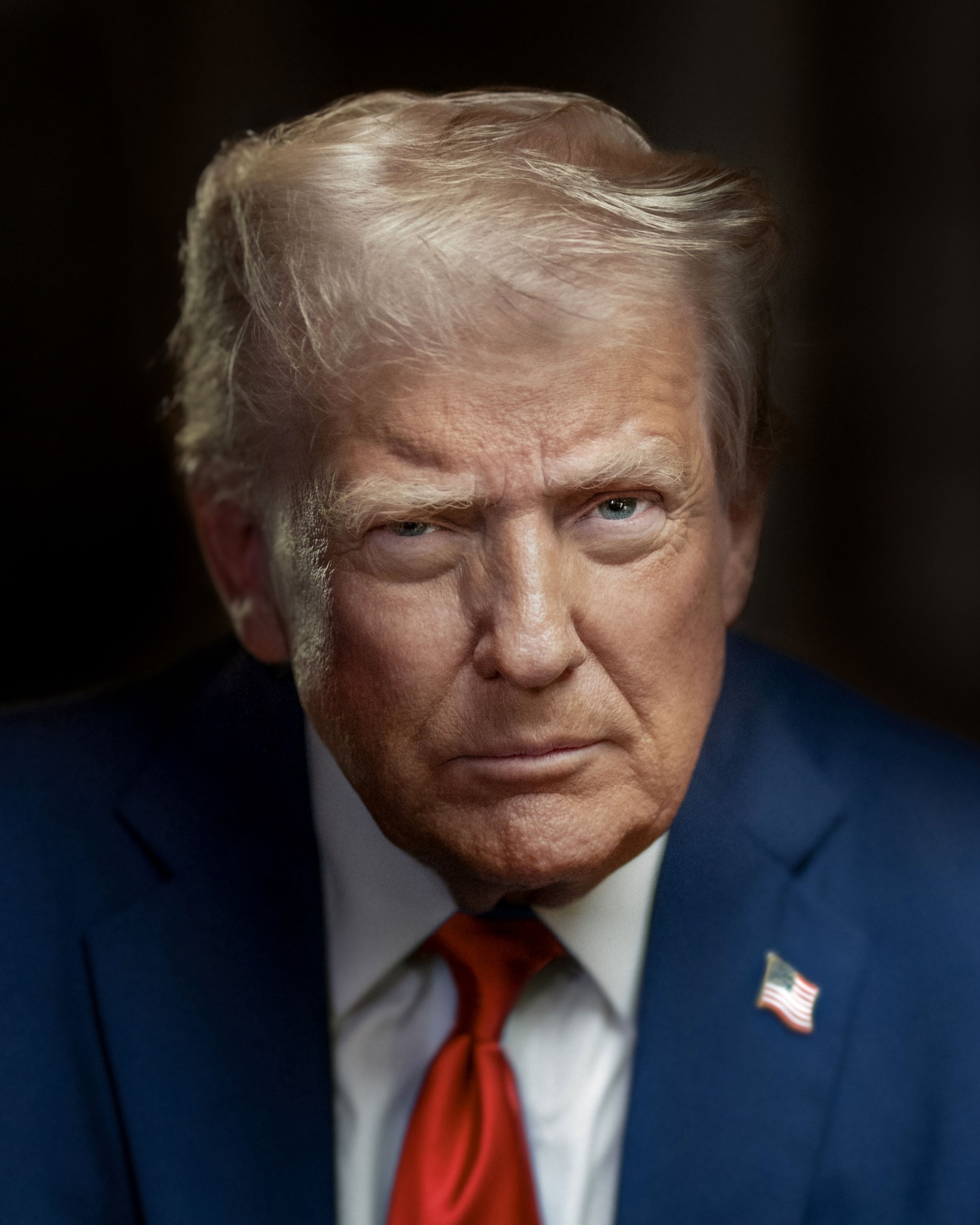
Donald Trump, président des États-Unis
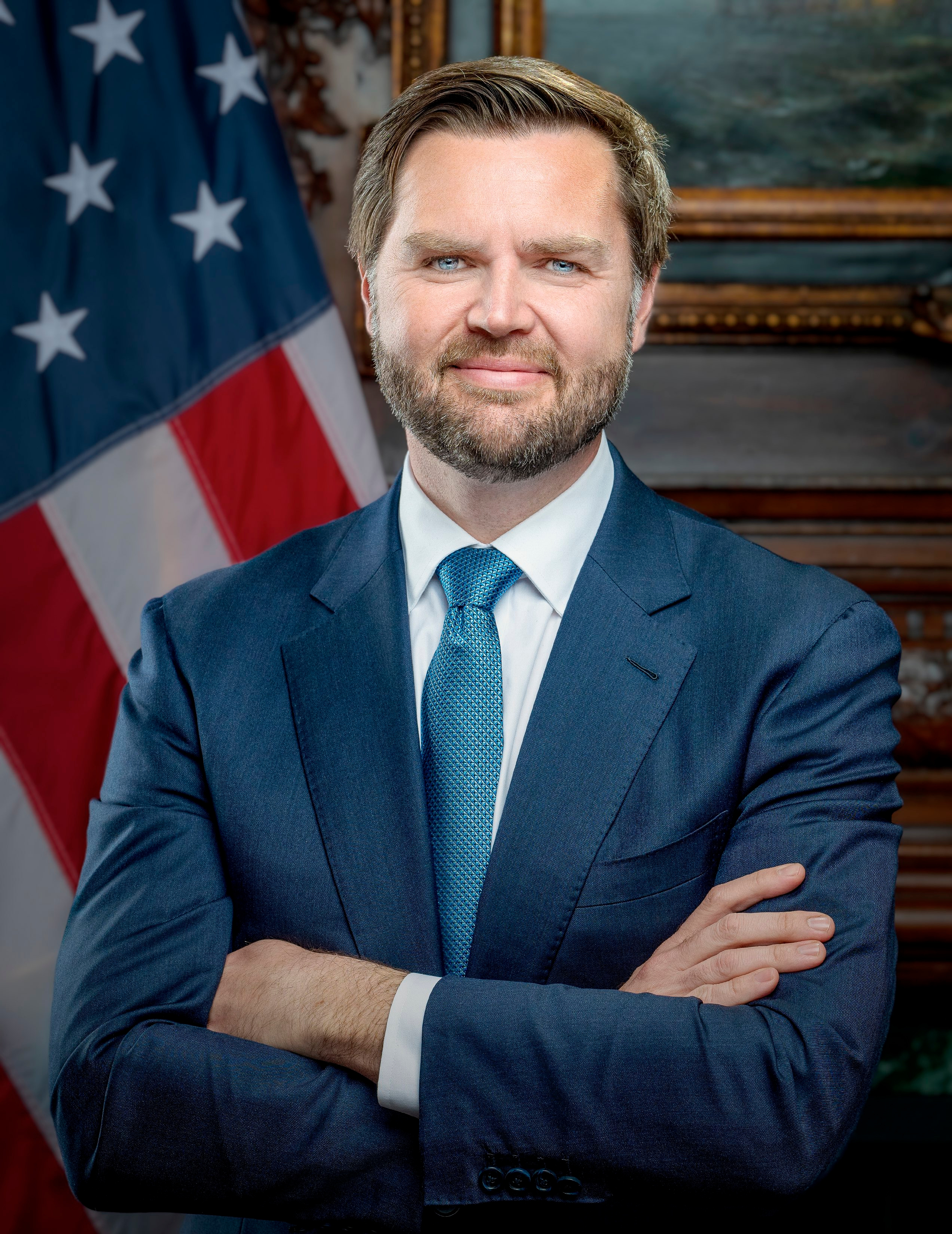
J. D. Vance, vice-président des États-Unis
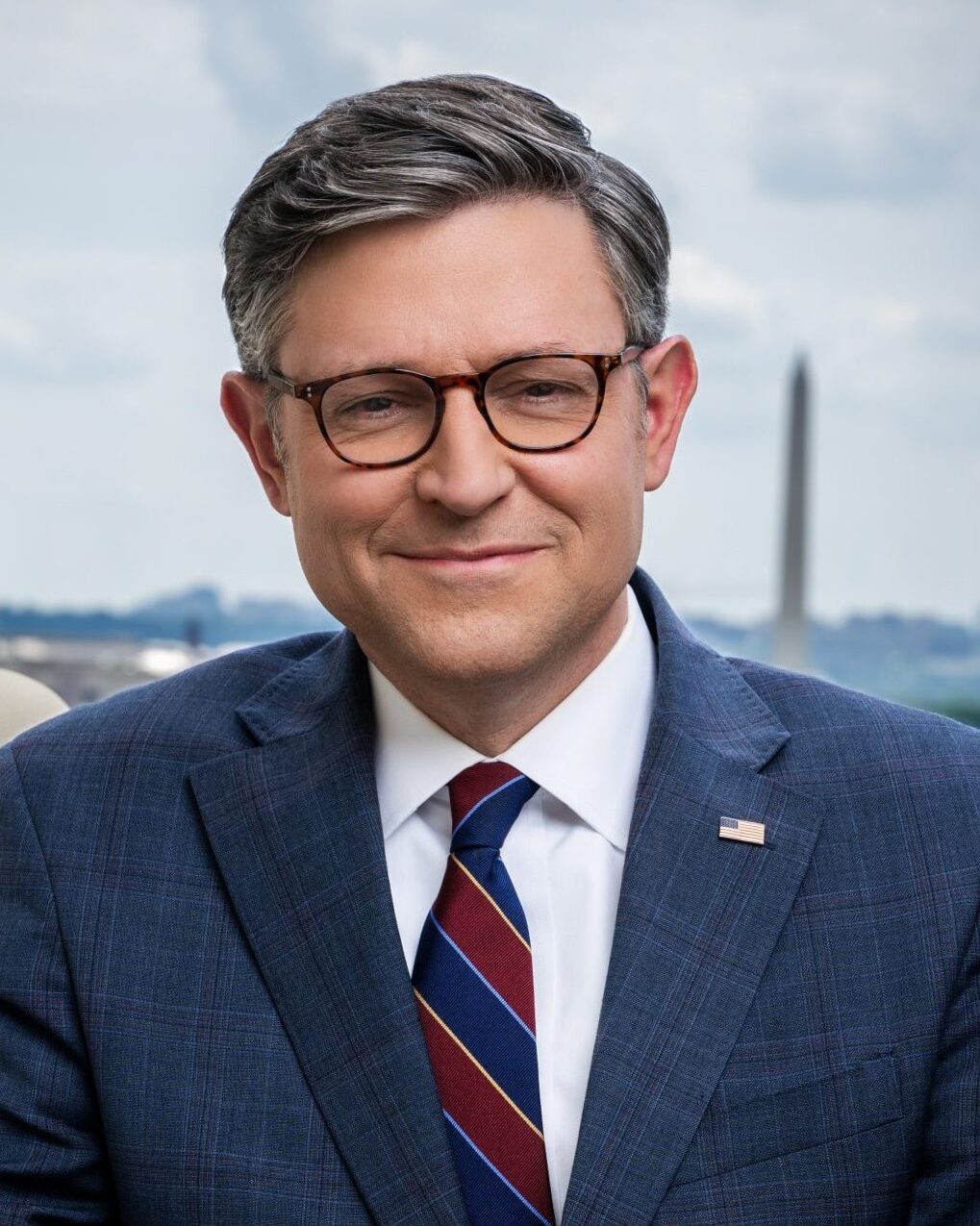
Mike Johnson, président de la Chambre des représentants
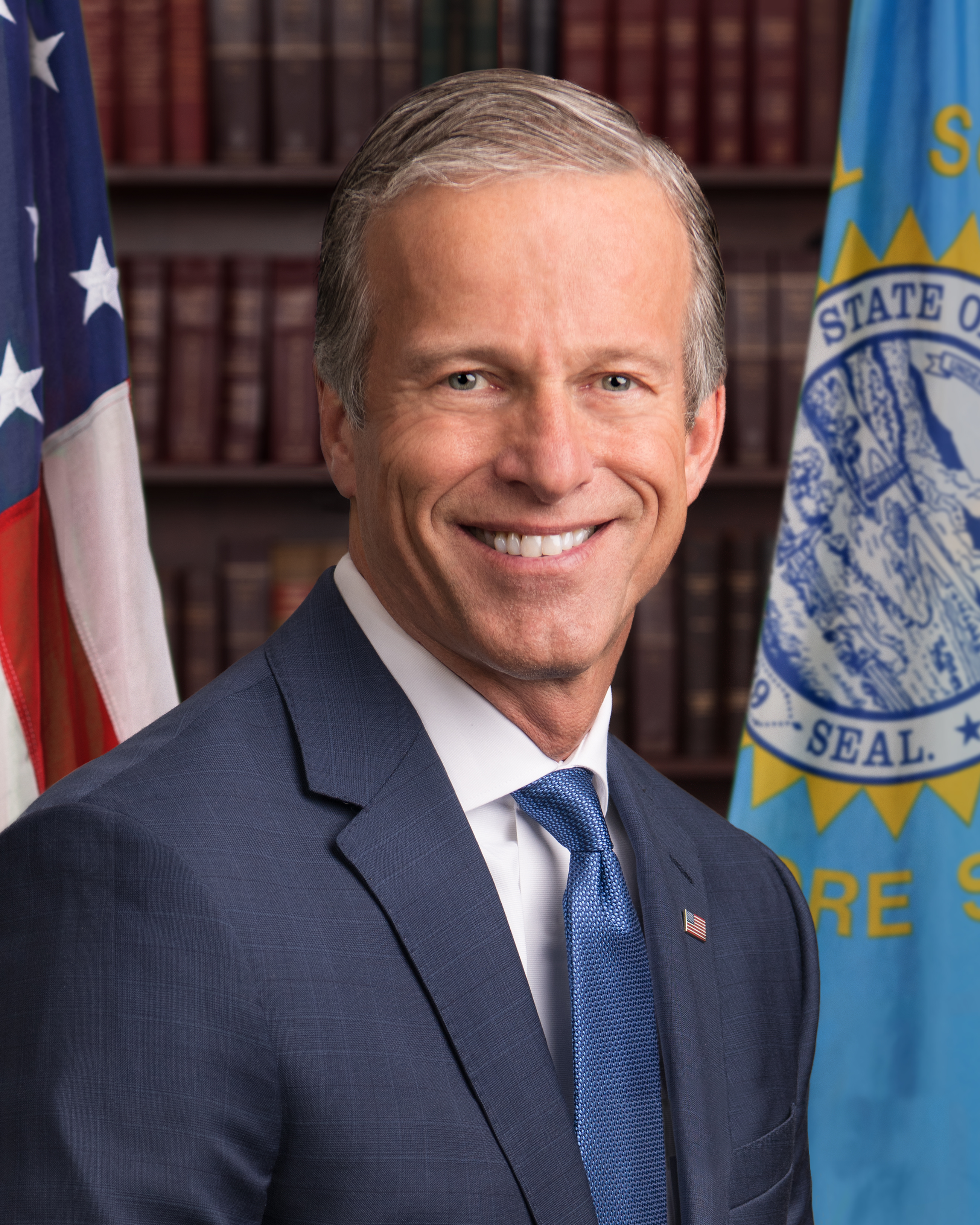
John Thune, chef de la majorité au Sénat.

#### Autres personnalités politiques
- Rudy Giuliani, maire de New York de 1993 à 2001,
- John McCain, sénateur de l’Arizona depuis 1987 et candidat à la présidence en 2008,
- Sarah Palin, gouverneur de l'Alaska et candidate à la vice-présidence en 2008
- Fred Thompson, sénateur du Tennessee de 1995 à 2003,
- Jeb Bush, gouverneur de Floride de 1999 à 2007,
- George E. Pataki, gouverneur de New York de 1995 à 2007,
- Arnold Schwarzenegger, gouverneur de Californie de 2003 à 2011,
- Chuck Hagel, sénateur du Nebraska depuis 1997,
- Mitt Romney, gouverneur du Massachusetts de 2003 à 2007 et candidat à la présidence en 2012,
- Michael Bloomberg, maire de New York de 2002 à 2013,
- Richard Riordan, maire de Los Angeles de 1993 à 2001,
- Tom DeLay, représentant du Texas de 1985 à 2006
- Chris Christie, gouverneur du New Jersey
- Michael Steele, président du comité national républicain entre le 30 janvier 2009 et le 14 janvier 2011.

#### Personnalités républicaines à Hollywood

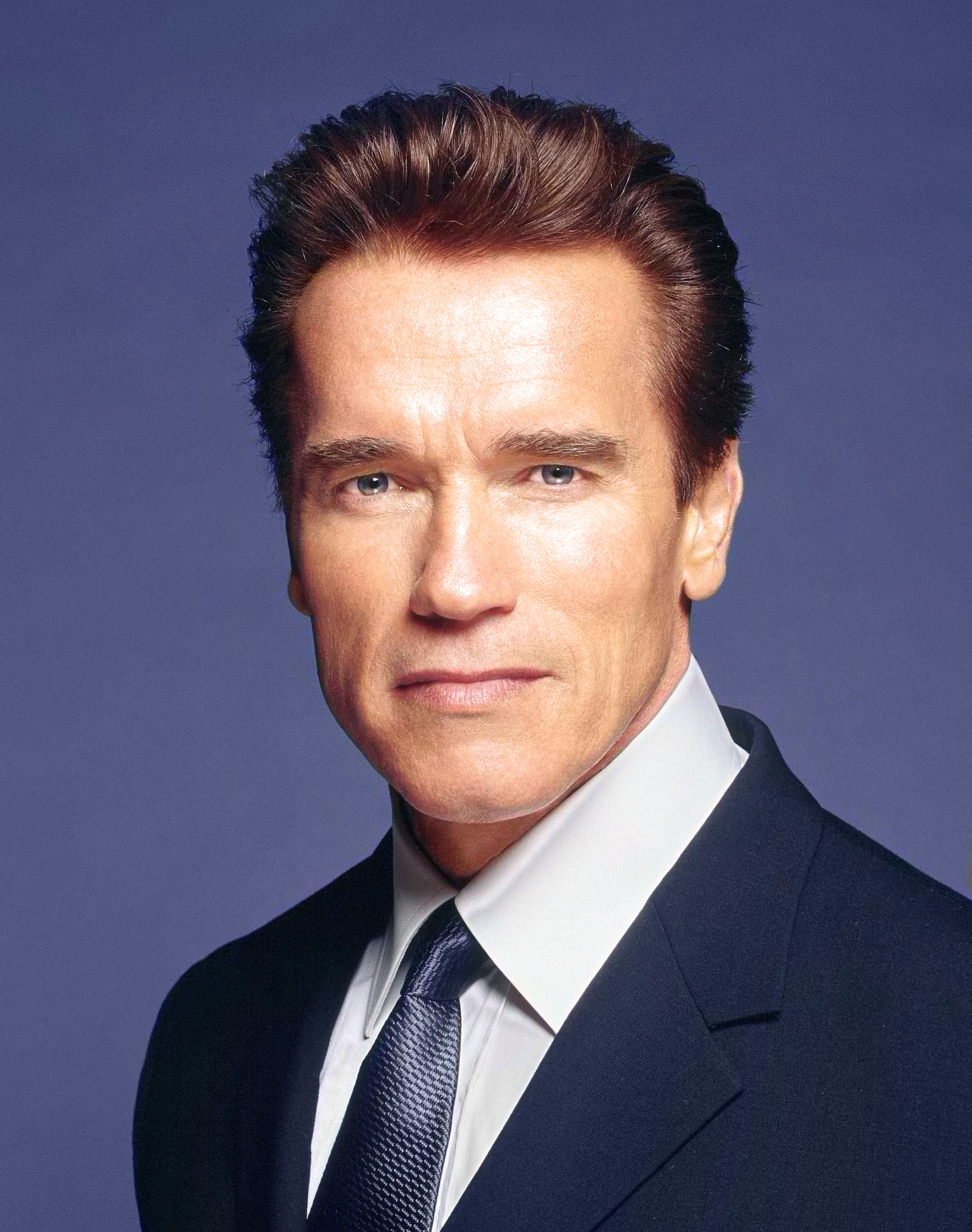
L’acteur Arnold Schwarzenegger, gouverneur de Californie de 2003 à 2011.

L’industrie du cinéma américain est connue aux États-Unis pour être un bastion du « libéralisme » (progressisme) américain et du Parti démocrate. Certains s’amusent à comparer la cérémonie des Oscars avec une assemblée de généreux donateurs au Parti démocrate.
Cependant, des stars se sont affichées comme républicaines ou ont soutenu des candidats républicains lors des élections présidentielles.
Par le passé, le Parti républicain pouvait toujours compter sur le soutien de John Wayne, Cecil B. DeMille, Gary Cooper, Glenn Ford, James Stewart, Cary Grant ou Sonny Bono. D’anciens démocrates les avaient ralliés comme Ronald Reagan (sous Eisenhower), Frank Sinatra (sous Richard Nixon), Charlton Heston (sous Ronald Reagan) ou Lara Flynn Boyle (sous George W. Bush).
Plus récemment, d’autres acteurs, cinéastes ou producteurs du monde du spectacle ont affiché leur appartenance au parti de Reagan ou soutenu les candidats républicains lors d'élections présidentielles. Parmi ceux-ci, on peut citer Chuck Norris, Arnold Schwarzenegger, Bruce Willis, Clint Eastwood, Robert Duvall, James Woods, Dennis Hopper, Jon Voight, Tom Selleck, Kelsey Grammer, Gary Sinise, Marc Cherry, Jerry Bruckheimer, Rip Torn, Adam Sandler, Melissa Gilbert, Bruce Boxleitner, Dennis Miller, Britney Spears, Heather Locklear, Sarah Michelle Gellar, Freddie Prinze Jr., Mike Tyson, Sylvester Stallone, Mel Gibson, Shannen Doherty, Kid Rock, Dennis Quaid, Randy Quaid, James Caan, Stephen Baldwin, Angie Harmon (star de la série Rizzoli & Isles) ou encore Robert Davi.

## L'éléphant symbole du parti
L’éléphant comme emblème du Parti républicain remonte à la campagne présidentielle de 1860. On l’aperçoit d’abord dans The Rail Splitter, journal soutenant Abraham Lincoln. Quatre ans plus tard, l'éléphant est revu dans un autre journal dont le nom laisse peu de place au doute, Father Abraham. Mais il semble être vraiment associé aux Républicains quand, en 1874, le dessinateur Thomas Nast représente un éléphant faisant face à un âne déguisé en lion dans Harper’s Weekly. Ce dernier effraie tout le monde, sauf l’éléphant, qui joue de la trompe et sur lequel est écrit « le vote républicain ».